# Ả Rập Xê Út
Ả Rập Xê Út (tiếng Ả Rập: ٱلسَّعُوْدِيَّة, đã Latinh hoá: ‎as-Saʿūdīyah, "thuộc về Nhà Saud", cũng được viết là Ả Rập Saudi, Arab Saudi, Saudi Arabia), tên gọi chính thức là Vương quốc Ả Rập Xê Út (tiếng Ả Rập: المملكة العربية السعودية (🔊 nghe) al-Mamlakah al-‘Arabiyyah as-Su‘ūdiyyah, "Vương quốc Ả Rập của Nhà Saud", phát âmⓘ) là một quốc gia có chủ quyền tại khu vực Tây Á, chiếm phần lớn bán đảo Ả Rập. Quốc gia này có diện tích đất liền vào khoảng 2,15 triệu km², là quốc gia rộng lớn thứ 5 tại châu Á và rộng lớn thứ nhì trong thế giới Ả Rập (chỉ xếp sau Algérie). Ả Rập Xê Út có biên giới với Jordan và Iraq về phía bắc; Kuwait về phía đông bắc; Qatar, Bahrain và Các Tiểu vương quốc Ả Rập Thống nhất (UAE) về phía đông; Oman về phía đông nam và Yemen về phía nam. Ả Rập Xê Út tách biệt với Israel và Ai Cập qua vịnh Aqaba. Đây là quốc gia duy nhất có bờ biển tiếp giáp với cả biển Đỏ cùng vịnh Ba Tư. Hầu hết địa hình của Ả Rập Xê Út là các hoang mạc khô hạn hoặc địa mạo cằn cỗi.
Lãnh thổ Ả Rập Xê Út ngày nay khi xưa là 4 khu vực riêng biệt: Hejaz, Najd, một bộ phận của Đông Ả Rập (Al-Ahsa) và Nam Ả Rập ('Asir). Vương quốc Ả Rập Xê Út được Ibn Saud thành lập vào năm 1932, "Saud" (Xê Út) trong quốc hiệu bắt nguồn từ hoàng tộc Saud, thể hiện quan điểm quốc gia là tài sản cá nhân của hoàng tộc. Ibn Saud thống nhất bốn khu vực thành một quốc gia thống nhất thông qua một loạt các cuộc chinh phạt bắt đầu từ năm 1902. Ả Rập Xê Út từ đó trở thành một quốc gia quân chủ chuyên chế, thực chất là một chế độ độc tài thế tập do các Hoàng tộc theo các dòng Hồi giáo cai trị. Ngày nay, Phong trào tôn giáo Wahhabi (Wahhabism) theo thiên hướng bảo thủ thuộc phái Hồi giáo Sunni được gọi là "đặc điểm nổi bật nhất của văn hóa Ả Rập Xê Út", phong trào này được truyền bá mạnh mẽ trên toàn cầu nhờ vào tiền tài trợ từ mậu dịch dầu khí. Ả Rập Xê Út đôi khi còn được gọi là "Vùng đất Hai Thánh đường" - để ám chỉ Al-Masjid al-Haram (tại Mecca), và Al-Masjid an-Nabawi (tại Medina), đó là hai địa điểm linh thiêng nhất trong Thế giới Hồi giáo. Ả Rập Xê Út có tổng dân số là 33 triệu người vào năm 2017, trong đó có hàng triệu người là ngoại kiều. Ngôn ngữ quốc gia chính thức là tiếng Ả Rập.
Dầu mỏ lần đầu tiên được phát hiện tại quốc gia này vào ngày 3 tháng 3 năm 1938, sau đó là hàng loạt phát hiện lớn khác tại vùng Đông. Ả Rập Xê Út từ đó trở thành quốc gia sản xuất và xuất khẩu dầu lớn nhất trên thế giới, với trữ lượng dầu mỏ lớn thứ nhì và trữ lượng khí đốt lớn thứ 6 toàn cầu. Quốc gia này được Ngân hàng Thế giới phân loại là một nền kinh tế có thu nhập rất cao với chỉ số phát triển con người (HDI) cũng ở mức rất cao và là quốc gia Ả Rập duy nhất góp mặt trong G-20.
Tuy nhiên, quốc gia này đã bị chỉ trích vì nhiều lý do bao gồm vai trò của nó trong Nội chiến Yemen, bị cáo buộc tài trợ cho chủ nghĩa khủng bố Hồi giáo đi kèm với hồ sơ nhân quyền tồi tệ, đặc trưng qua việc sử dụng hình phạt tử hình quá mức và thường xuyên, thất bại trong việc chống lại nạn buôn người, phân biệt đối xử do nhà nước bảo trợ chống lại các nhóm thiểu số tôn giáo lẫn người vô thần, và chủ nghĩa bài Do Thái cũng như cách giải thích nghiêm ngặt luật Shari'a. Tuy nhiên, Ả Rập Xê Út gần đây đã đưa ra những cải cách mới theo lệnh của Mohammed bin Salman, bao gồm cải thiện quyền của phụ nữ ở Ả Rập Xê Út, cấm tảo hôn, xóa bỏ những đoạn văn bài Do Thái và quan niệm sai lầm trong giáo dục trường học, thúc đẩy việc luật hóa hệ thống pháp luật, giảm việc sử dụng hình phạt tử hình, cũng như các biện pháp bảo vệ mới được thực thi đối với người lao động nhập cư để ngăn chặn tình trạng ngược đãi. Tuy nhiên, nhiều tổ chức nhân quyền chỉ ra rằng Ả Rập Xê Út phải tiếp tục đưa ra các cải cách mới để được coi là đủ hướng tới việc cải thiện hồ sơ nhân quyền.
Vương quốc này chi 8% GDP cho quân sự (cao nhất trên thế giới sau Oman), khiến Ả Rập Xê Út là quốc gia chi tiêu quân sự lớn thứ ba thế giới sau Hoa Kỳ và Trung Quốc, và là nhà nhập khẩu vũ khí lớn nhất thế giới từ Từ 2015 đến 2019, nhận một nửa tổng số vũ khí của Mỹ xuất khẩu sang Trung Đông. Theo BICC, Ả Rập Xê Út là quốc gia quân sự hóa thứ 28 trên thế giới và có chất lượng trang thiết bị quân sự tốt nhất trong khu vực, sau Israel. Tuy nhiên, trong những năm gần đây, liên tục có những lời kêu gọi ngừng bán vũ khí cho Ả Rập Xê Út, chủ yếu do các cáo buộc tội ác chiến tranh ở Yemen và đặc biệt là sau vụ ám sát Jamal Khashoggi.
Ả Rập Xê Út được coi là cả một cường quốc và nước trung gian thương lượng trong khu vực. Nền kinh tế Ả Rập Xê Út là nền kinh tế lớn nhất ở Trung Đông và lớn thứ 19 trên thế giới.  Ả Rập Xê Út cũng là một trong những quốc gia có dân số trẻ nhất thế giới, với khoảng 50% dân số 34,2 triệu người dưới 25 tuổi. Ngoài là thành viên của Hội đồng Hợp tác Vùng Vịnh, Ả Rập Xê Út còn là thành viên tích cực và sáng lập của Liên hợp quốc, Tổ chức Hợp tác Hồi giáo, Liên đoàn Ả Rập và OPEC.

## Lịch sử

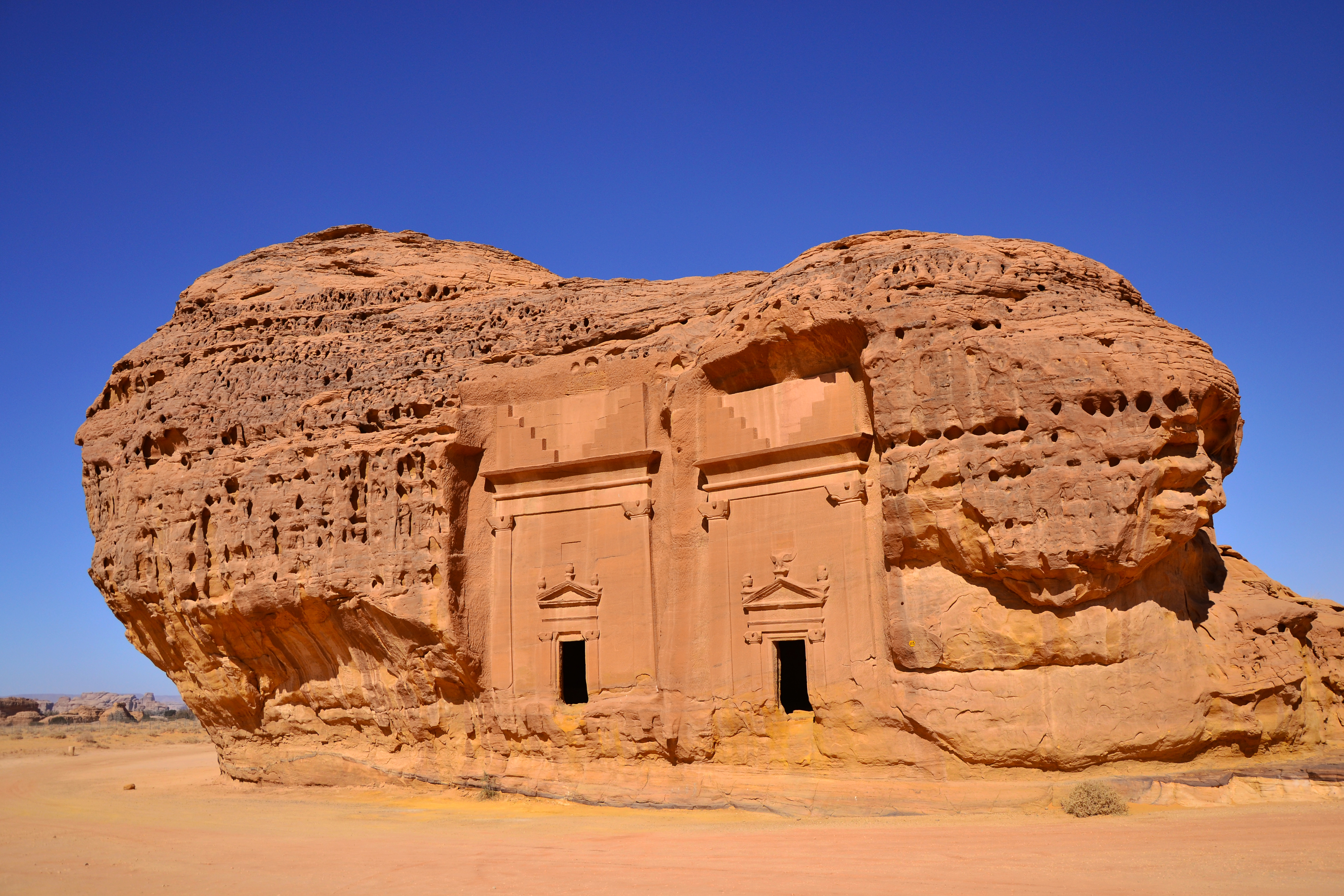
Di chỉ khảo cổ học Mada'in Saleh, phần lớn các di tích có niên đại từ thời Vương quốc Nabatea (thế kỷ I)

Có bằng chứng cho thấy loài người cư trú tại bán đảo Ả Rập từ khoảng 125.000 năm trước. Trong thời cổ đại, bán đảo Ả Rập đóng vai trò là một hành lang mậu dịch và biểu lộ một số nền văn minh. Tôn giáo của cư dân bán đảo Ả Rập thời kỳ tiền Hồi giáo gồm có các đức tin đa thần bản địa, Cơ Đốc giáo Ả Rập, Cảnh giáo, Do Thái giáo và Hỏa giáo. Văn minh Al-Magar thời tiền sử hình thành tại trung tâm của bán đảo Ả Rập, đặc biệt là tại Najd. Al-Magar là nơi đầu tiên diễn ra thuần hóa động vật trong thời kỳ đồ đá mới, đặc biệt là ngựa. Dilmun là một trong các nền văn minh cổ đại tại Trung Đông và tại bán đảo Ả Rập. Đây là một trung tâm mậu dịch lớn, và vào lúc tối thịnh nó kiểm soát các tuyến mậu dịch qua vịnh Ba Tư. Văn minh Dilmun bao phủ phần phía đông của bán đảo Ả Rập, đặc biệt là Vùng Đông của Ả Rập Xê Út. Một trong số các câu khắc sớm nhất ghi tên Dilmun là của Quốc vương Ur-Nanshe xứ Lagash (khoảng 2300 TCN)
Văn minh Thamud tại Hejaz được cho là kéo dài từ thiên niên kỷ thứ nhất TCN đến gần thời kỳ Muhammad. Ghi nhận được trên 9.000 câu khắc Thamud tại tây nam Ả Rập Xê Út. Vương quốc Lihyan (لحيان) hay Dedan là một quốc gia Bắc Ả Rập cổ đại, nằm tại tây bắc của lãnh thổ Ả Rập Xê Út ngày nay, có các câu khắc cổ đại có niên đại từ khoảng thế kỷ VI đến IV TCN. Kindah là một vương quốc bộ lạc được thành lập tại khu vực Najd, các quốc vương nước này có ảnh hưởng đến một số bộ lạc liên kết song dựa trên thanh thế cá nhân hơn là quyền uy giải quyết cưỡng chế. Thủ đô đầu tiên của Kindah là Qaryat Dhāt Kāhil, nay gọi là Qaryat al-Fāw.

### Thời kỳ Hồi giáo

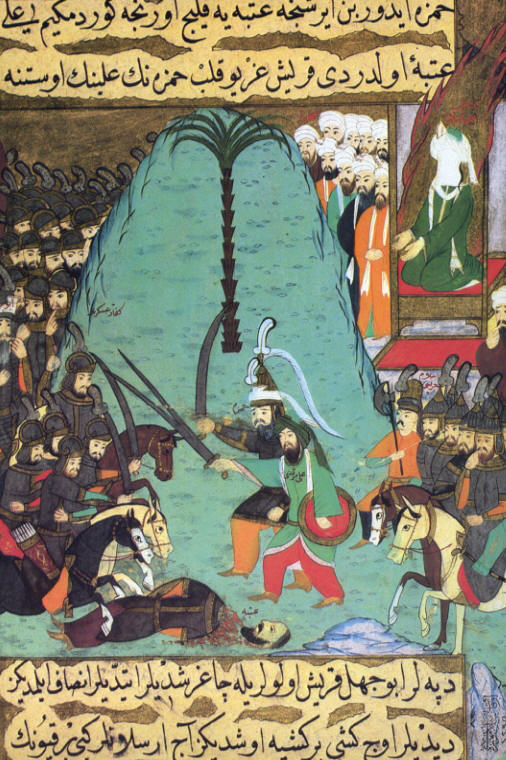
Trận Badr có tính then chốt trong thời kỳ đầu của Hồi giáo, diễn ra ngày 13 tháng 3 năm 624.

Thời kỳ tiền Hồi giáo, bên cạnh một số ít các khu định cư mậu dịch đô thị (như Mecca và Medina), hầu hết Ả Rập Xê Út ngày nay có cư dân thuộc các xã hội bộ lạc du mục trong hoang mạc khắc nghiệt. Nhà tiên tri Hồi giáo Muhammad sinh tại Mecca vào khoảng năm 571. Đến đầu thế kỷ VII, Muhammad thống nhất các bộ lạc khác nhau trên bán đảo và lập nên một chính thể tôn giáo Hồi giáo duy nhất.
Sau khi Muhammad từ trần vào năm 632, các môn đồ của ông nhanh chóng bành trướng lãnh thổ Hồi giáo ra ngoài bán đảo Ả Rập, chinh phục được lãnh thổ rộng lớn (từ bán đảo Iberia ở phía tây đến Pakistan ngày nay ở phía đông) trong khoảng vài thập niên. Kết quả là bán đảo Ả Rập nhanh chóng trở thành một khu vực ngoại biên về chính trị của thế giới Hồi giáo do trọng tâm được chuyển đến các vùng đất bị chinh phục song phát triển hơn. Từ thế kỷ X đến đầu thế kỷ XX, Mecca và Medina nằm dưới quyền kiểm soát của một quân chủ Ả Rập bản địa mang hiệu là Sharif của Mecca, tuy nhiên Sharif trong hầu hết giai đoạn này đều trung thành với một đế quốc Hồi giáo lớn đặt tại Baghdad, Cairo hoặc Istanbul. Hầu hết phần còn lại của Ả Rập Xê Út ngày nay quay lại quyền cai trị bộ lạc truyền thống.
Trong hầu hết thế kỷ X, giáo phái Qarmat thuộc hệ Shia Isma'il là thế lực quyền lực nhất tại vịnh Ba Tư. Năm 930, giáo phái Qarmat cướp phá Mecca, xúc phạm thế giới Hồi giáo, đặc biệt là khi họ trộm Đá Đen.
Trong thế kỷ XVI, Đế quốc Ottoman sáp nhập khu vực duyên hải biển Đỏ và vịnh Ba Tư (Hejaz, Asir và Al-Ahsa) và yêu sách quyền bá chủ đối với khu vực nội lục. Một nguyên nhân là nhằm ngăn cản nỗ lực của Bồ Đào Nha nhằm tấn công biển Đỏ và Ấn Độ Dương. Mức độ kiểm soát của Ottoman đối với các vùng đất này thay đổi trong bốn trăm năm sau đó cùng với biến động mạnh yếu của quyền lực trung ương đế quốc.

#### Thành lập triều đại Saudi

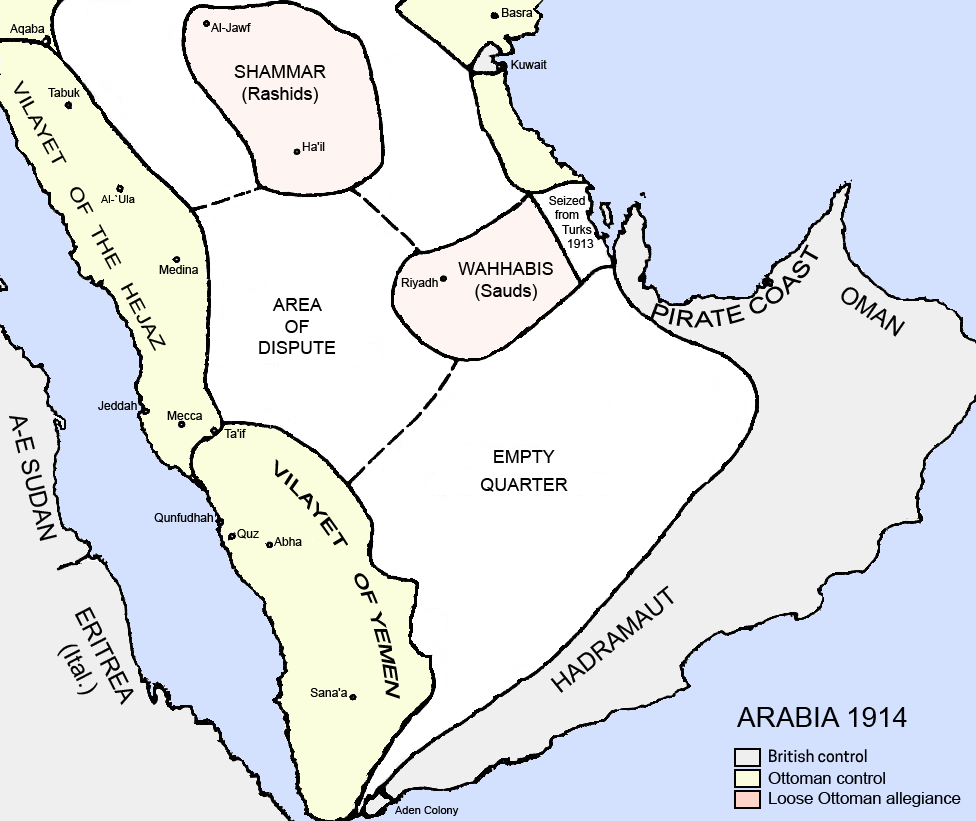
Bán đảo Ả Rập năm 1914.

Hoàng tộc Al Saud hiện nay khởi nguồn tại Nejd thuộc trung tâm bán đảo Ả Rập vào năm 1744, khi người sáng lập triều đại là Muhammad bin Saud hội quân với người sáng lập phong trào Wahhabi là Muhammad ibn Abd al-Wahhab, Wahhabi là một hình thức đạo đức khắt khe thuộc hệ Hồi giáo Sunni. Liên minh này hình thành trong thế kỷ XVIII giúp cung cấp động lực tư tưởng để gia tộc Saud bành trướng và vẫn là cơ sở của quyền lực triều đại Ả Rập Xê Út ngày nay.
Quốc gia đầu tiên của gia tộc Saud được thành lập vào năm 1744 tại khu vực quanh Riyadh, quốc gia này bành trướng nhanh chóng và trong thời gian ngắn từng kiểm soát hầu hết lãnh thổ hiện nay của Ả Rập Xê Út, song đến năm 1818 thì bị Phó vương Ai Cập của Ottoman là Mohammed Ali Pasha tiêu diệt. Quốc gia thứ nhì của gia tộc Saud có quy mô nhỏ hơn nhiều được thành lập vào năm 1824 và chủ yếu nằm tại Nejd. Trong suốt thời gian còn lại của thế kỷ XIX, gia tộc Saud tranh giành quyền kiểm soát khu vực nội lục của Ả Rập Xê Út ngày nay với một gia tộc thống trị Ả Rập khác là Rashid. Đến năm 1891, gia tộc Rashid giành thắng lợi và gia tộc Saud bị đẩy đi lưu vong tại Kuwait.

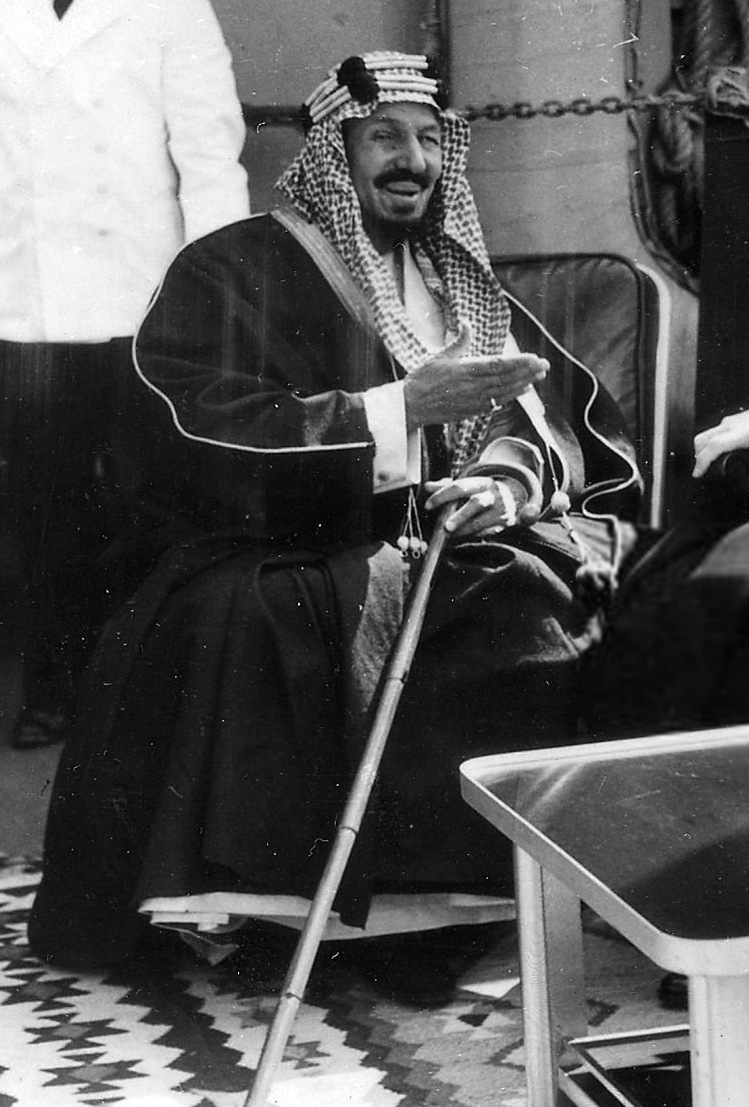
Abdul Aziz Ibn Saud là quốc vương đầu tiên của Ả Rập Xê Út.

Vào lúc khởi đầu thế kỷ XX, Đế quốc Ottoman tiếp tục kiểm soát hoặc có quyền bá chủ đối với hầu hết bán đảo. Dưới quyền bá chủ này, bán đảo Ả Rập nằm dưới quyền cai trị của nhiều người thống trị bộ lạc, trong đó Sharif của Mecca có ưu thế và cai trị Hejaz. Năm 1902, Abdul Aziz – sau này gọi là Ibn Saud – tái chiếm Riyadh khiến gia tộc Saud trở về Nejd. Ibn Saud giành được ủng hộ của Ikhwan, một đội quân bộ lạc lấy cảm hứng từ giáo phái Wahhabi và do Faisal Al-Dawish lãnh đạo, đội quân này phát triển nhanh chóng sau khi thành lập vào năm 1912. Với giúp đỡ từ Ikhwan, Ibn Saud chiếm được Al-Ahsa (Đông Ả Rập) từ Ottoman vào năm 1913.
Năm 1916, được Anh khuyến khích và hỗ trợ (Anh giao tranh với Ottoman trong Chiến tranh thế giới thứ nhất), Sharif của Mecca là Hussein bin Ali lãnh đạo một khởi nghĩa liên Ả Rập chống lại Đế quốc Ottoman nhằm lập nên một quốc gia Ả Rập thống nhất. Mặc dù khởi nghĩa Ả Rập 1916-1918 thất bại về mục tiêu, song thắng lợi của Đồng Minh trong Chiến tranh thế giới thứ nhất dẫn đến kết thúc quyền bá chủ và kiểm soát của Ottoman tại bán đảo Ả Rập.
Ibn Saud tránh can dự vào khởi nghĩa Ả Rập, thay vào đó ông tiếp tục đấu tranh với gia tộc Rashid. Sau chiến thắng cuối cùng trước gia tộc này, ông lấy hiệu là Sultan của Nejd vào năm 1921. Nhờ giúp đỡ từ Ikhwan, ông chinh phục Hejaz vào năm 1924–25 và vào ngày 10 tháng 1 năm 1926, Ibn Saud tự xưng là Quốc vương Hejaz. Một năm sau, ông lấy thêm hiệu là Quốc vương Nejd. Trong 5 năm sau đó, ông cai trị hai bộ phận này với vị thế là các thực thể riêng biệt.
Sau khi chinh phục Hejaz, mục tiêu của giới lãnh đạo Ikhwan chuyển sang bành trướng lãnh địa Wahhabi đến các xứ bảo hộ của Anh là Ngoại Jordan, Iraq và Kuwait, và họ bắt đầu tấn công các lãnh thổ này. Tuy nhiên, Ibn Saud phản đối việc này do nhận thức được nguy hiểm từ một cuộc xung đột trực tiếp với Anh. Trong khi đó, Ikhwan trở nên vỡ mộng trước các chính sách đối nội của Ibn Saud mà theo đó ủng hộ hiện đại hóa và tăng số lượng người ngoại quốc phi Hồi giáo trong nước. Do đó, họ quay sang chống lại Ibn Saud, và sau 2 năm giao tranh, họ thất bại trong trận Sabilla vào năm 1929. Năm 1932, hai vương quốc Hejaz và Nejd thống nhất thành Vương quốc Ả Rập Xê Út.

### Hậu thống nhất
Vương quốc khi thành lập là một trong các quốc gia nghèo nhất trên thế giới, dựa vào thu nhập hạn chế từ nông nghiệp và hành hương. Năm 1938, phát hiện trữ lượng dầu mỏ lớn tại khu vực Al-Ahsa dọc duyên hải vịnh Ba Tư, và việc phát triển toàn diện các mỏ dầu bắt đầu vào năm 1941 dưới quyền Công ty Aramco do Hoa Kỳ kiểm soát. Dầu mỏ mang lại cho Ả Rập Xê Út sự thịnh vượng về kinh tế và đòn bẩy chính trị đáng kể trên trường quốc tế.
Sinh hoạt văn hóa phát triển nhanh chóng, chủ yếu là tại Hejaz, nơi đây là trung tâm của báo chí và đài phát thanh. Tuy nhiên, dòng chảy lớn các công nhân ngoại quốc tại Ả Rập Xê Út trong ngành công nghiệp dầu khí làm gia tăng xu hướng bài ngoại vốn tồn tại từ trước đó. Đồng thời, chính phủ trở nên lãng phí và xa xỉ. Đến thập niên 1950, điều này dẫn đến thâm hụt ngân sách chính phủ lớn và vay nợ nước ngoài quá mức.
Năm 1953, Saud kế vị cha làm quốc vương, song đến năm 1964 ông bị phế truất và hoàng vị về tay người em khác mẹ của ông là Faisal sau một cuộc kình địch khốc liệt, được thúc đẩy từ nghi ngờ trong hoàng tộc về năng lực của Saud. Năm 1972, Ả Rập Xê Út giành được 20% quyền kiểm soát tại Aramco, làm giảm đi kiểm soát của Hoa Kỳ đối với dầu mỏ quốc gia.

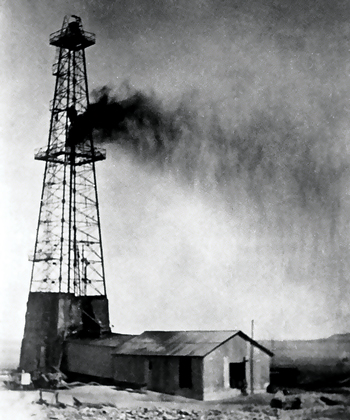
Dammam số 7, giếng dầu thương mại đầu tiên tại Ả Rập Xê Út, khai thác dầu từ 4 tháng 3 năm 1938

Năm 1973, Ả Rập Xê Út lãnh đạo một cuộc tẩy chay bằng dầu mỏ chống lại các quốc gia Phương Tây ủng hộ Israel trong chiến tranh Yom Kippur. Giá dầu tăng gấp bốn lần. Năm 1975, Faisal bị một cháu trai tên là Faisal bin Musaid ám sát và người kế vị ông là em trai khác mẹ Khalid.
Đến năm 1976, Ả Rập Xê Út trở thành quốc gia sản xuất dầu lớn nhất trên thế giới. Trong thời gian Khalid cai trị, Ả Rập Xê Út trải qua phát triển cực kỳ nhanh chóng về kinh tế và xã hội, biến đổi hệ thống hạ tầng và giáo dục của quốc gia; về chính sách đối ngoại, quan hệ mật thiết với Hoa Kỳ được phát triển. Năm 1979, có hai sự kiện khiến chính phủ lo ngại rất nhiều, và có ảnh hưởng lâu dài đến chính sách đối ngoại và đối nội của Ả Rập Xê Út. Thứ nhất là Cách mạng Hồi giáo Iran, chính phủ lo ngại rằng cộng đồng Shia thiểu số tại Vùng Đông (nơi có các mỏ dầu) có thể nổi loạn do ảnh hưởng từ các đạo hữu Iran của họ. Thực tế đã diễn ra một số cuộc khởi nghĩa chống chính phủ trong khu vực như khởi nghĩa Qatif 1979. Sự kiện thứ nhì là các phần tử quá khích Hồi giáo chiếm giữ Đại Thánh đường tại Mecca. Các chiến binh tham gia một phần là do tức giận trước điều mà họ cho là bản chất tham nhũng và phi Hồi giáo của chính phủ Ả Rập Xê Út. Chính phủ giành lại quyền kiểm soát thánh đường sau mười ngày. Hoàng gia Ả Rập Xê Út phản ứng bằng việc thực thi nghiêm ngặt hơn các quy tắc tôn giáo và xã hội truyền thống và trao cho Ulema (học giả Hồi giáo) vai trò lớn hơn trong chính phủ. Tuy nhiên, chủ nghĩa Hồi giáo tiếp tục phát triển mạnh mẽ. Năm 1980, Ả Rập Xê Út mua lại cổ phần của Hoa Kỳ trong Aramco. Quốc vương Khalid từ trần vào năm 1982, người kế vị là em trai ông Fahd. Fahd tiếp tục phát triển quan hệ mật thiết với Hoa Kỳ và tăng cường mua thiết bị quân sự của Hoa Kỳ và Anh.
Lượng của cải lớn bắt nguồn từ thu nhập dầu mỏ bắt đầu có tác động lớn hơn lên xã hội Ả Rập Xê Út. Nó dẫn đến hiện đại hóa kỹ thuật, đô thị hóa, giáo dục đại chúng và tạo ra các phương tiện truyền thông mới một cách nhanh chóng. Điều này cộng với việc lượng lớn công nhân ngoại quốc hiện diện ngày càng tăng đã gây ảnh hưởng lớn đến quy tắc và giá trị Ả Rập Xê Út truyền thống. Mặc dù có thay đổi lớn trong sinh hoạt xã hội và kinh tế trong nước, song quyền lực vẫn do hoàng gia nắm độc quyền dẫn đến bất mãn trong nhiều công dân và họ bắt đầu tìm cách tham gia rộng rãi hơn trong chính phủ.
Trong thập niên 1980, Ả Rập Xê Út đã chi 25 tỷ USD để hỗ trợ Saddam Hussein trong Chiến tranh Iran–Iraq. Tuy nhiên, Ả Rập Xê Út lên án Iraq xâm lược Kuwait vào năm 1990 và yêu cầu Hoa Kỳ can thiệp. Quốc vương Fahd cho phép binh sĩ Hoa Kỳ và liên quân được đồn trú tại Ả Rập Xê Út. Ông mời chính phủ Kuwait và nhiều công dân nước này đến sống tại Ả Rập Xê Út, song trục xuất các công dân Yemen và Jordan do chính phủ hai nước đó ủng hộ Iraq. Năm 1991, quân đội Ả Rập Xê Út tham gia oanh tạc Iraq cũng như tiến công trên bộ nhằm giúp giải phóng Kuwait.
Quan hệ giữa Ả Rập Xê Út và Phương Tây bắt đầu gây lo ngại ngày càng lớn cho một số ulema và người nghiên cứu luật sharia, và là một trong các vấn đề dẫn đến gia tăng các hoạt động khủng bố Hồi giáo tại Ả Rập Xê Út, cũng như các cuộc tấn công khủng bố Hồi giáo tại Phương Tây của công dân Ả Rập Xê Út. Osama bin Laden là một công dân Ả Rập Xê Út (cho đến khi bị tước quốc tịch vào năm 1994); 15 trong số 19 phần tử khủng bố tham gia các cuộc tấn công 11 tháng 9 năm 2001 tại Hoa Kỳ là công dân Ả Rập Xê Út.

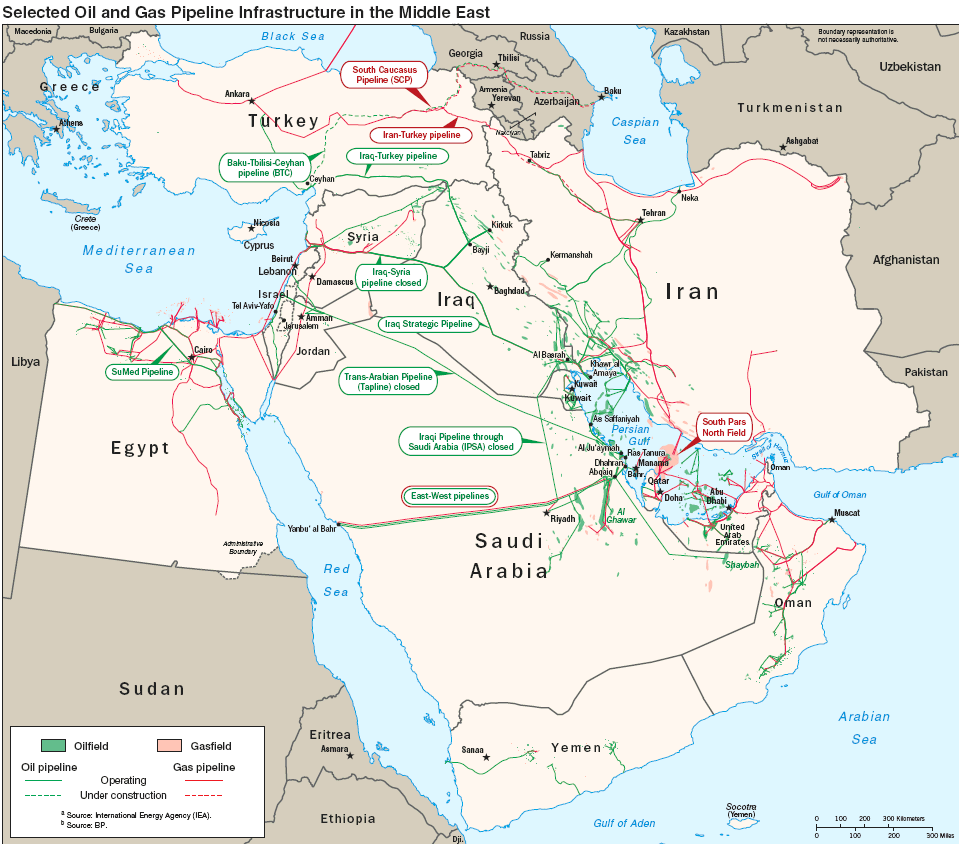
Các đường ống dầu và khí tại Trung Đông

Chủ nghĩa Hồi giáo không phải là nguồn gốc thù địch duy nhất đối với chính phủ. Mặc dù vương quốc cực kỳ giàu có, song kinh tế quốc gia gần như đình đốn. Thuế cao và gia tăng thất nghiệp góp phần vào bất mãn, thể hiện trong gia tăng bất ổn dân sự, và bất mãn với hoàng tộc. Để đối phó, Quốc vương Fahd khởi xướng một số "cải cách" hạn chế. Trong tháng 3 năm 1992, ông cho thi hành "Luật Cơ bản", trong đó nhấn mạnh các nghĩa vụ và trách nhiệm của một quân chủ. Trong tháng 12 năm 1993, Hội đồng Cố vấn được thành lập, song thành viên đều do Quốc vương lựa chọn. Fahd làm rõ rằng tâm trí mình không có dân chủ: "Một hệ thống dựa trên tuyển cử không phù hợp với tín ngưỡng Hồi giáo của chúng ta."
Năm 1995, Fahd bị đột quỵ, Thái tử Abdullah đảm nhiệm vai trò nhiếp chính trên thực tế. Tuy nhiên, quyền lực của ông bị cản trở do xung đột với các em trai cùng mẹ của Fahd. Từ thập niên 1990, các dấu hiệu bất mãn tiếp tục, bao gồm một loạt cuộc đánh bom và xung đột vũ trang tại Riyadh, Jeddah, Yanbu và Khobar năm 2003-2004. Năm 2005, các cuộc bầu cử cấp đô thị toàn quốc lần đầu tiên được tổ chức, song nữ giới không được phép tham gia.
Năm 2005, Fahd từ trần và Abdullah kế vị, ông tiếp tục chính sách cải cách tối thiểu và kiểm soát chặt chẽ các phản đối. Quốc vương thi hành một số cải cách kinh tế nhằm khiến quốc gia giảm phụ thuộc vào thu nhập từ dầu mỏ: bãi bỏ quy định ở quy mô hạn chế, khuyến khích đầu tư nước ngoài, và tư hữu hóa. Năm 2009, Abdullah công bố một loạt thay đổi cấp chính phủ về tư pháp, lực lượng vũ trang, và nhiều bộ nhằm hiện đại hóa các thể chế này.
Ngày 29 tháng 1 năm 2011, hàng trăm người biểu tình tụ tập tại thành phố Jeddah trong một cuộc biểu dương hiếm hoi nhằm chỉ trích cơ sở hạ tầng yếu kém tại thành phố sau khi các trận lụt quét qua thành phố làm 11 người chết. Cảnh sát ngưng cuộc tuần hành và bắt giữ nhiều người tham gia. Kể từ năm 2011, Ả Rập Xê Út chịu ảnh hưởng từ làn sóng "Mùa xuân Ả Rập". Nhằm đối phó, vào ngày 22 tháng 2 năm 2011, Abdullah tuyên bố một loạt quyền lợi cho công dân trị giá 36 tỷ USD, trong đó 10,7 tỷ USD dành cho nhà ở. Ngày 18 tháng 3 cùng năm, Abdullah tuyên bố một gói trị giá 93 tỷ USD, bao gồm 500.000 căn nhà mới với chi phí 67 tỷ USD, và tạo thêm 60.000 công việc an ninh mới. Abdullah cho phép nữ giới bầu cử và ứng cử trong bầu cử cấp đô thị năm 2015, và nữ giới cũng được đề cử vào Hội đồng Cố vấn. Ngày 23 tháng 1 năm 2015, Abdullah từ trần, người kế vị là em trai khác mẹ Salman.

## Chính trị
|                           |                                         |
| Salman Al Saud Quốc vương | Mohammad bin Salman Thế tử và Thủ tướng |

Ả Rập Xê Út là một quốc gia quân chủ chuyên chế. Tuy nhiên, theo Luật Cơ bản được phê chuẩn vào năm 1992, quốc vương cần phải tuân theo luật Sharia và kinh Quran, trong khi Quran và Sunnah (lời dạy của Muhammad) được tuyên bố là hiến pháp của quốc gia. Không có các chính đảng, và không có bầu cử cấp quốc gia tại Ả Rập Xê Út. Các nhà phê bình xem đây là một chế độ độc tài chuyên chế. The Economist xếp hạng chính phủ Ả Rập Xê Út là chính phủ chuyên chế đứng thứ 5/167 trong Chỉ số dân chủ 2012 của họ, còn Freedom House xếp hạng vương quốc này là không tự do", với điểm số thấp nhất vào năm 2013.
Chính trị tại Ả Rập Xê Út diễn ra trên hai đấu trường riêng biệt: nội bộ hoàng tộc Saud, và giữa hoàng tộc với phần còn lại trong xã hội quốc gia. Ngoài hoàng tộc Saud, quyền tham gia tiến trình chính trị bị hạn chế trong một nhóm tương đối nhỏ dân chúng và dưới hình thức cố vấn cho hoàng tộc trong các quyết định trọng đại, bao gồm ulema, các sheikh (tù trưởng) bộ lạc và thành viên của các gia đình thương nghiệp quan trọng.
Theo tục lệ, toàn bộ nam giới đến tuổi thành niên có quyền kiến nghị trực tiếp đến quốc vương thông qua hội nghị bộ lạc truyền thống được gọi là majlis. Trên nhiều mặt, cách tiếp cận với chính phủ ít khác biệt với hệ thống cai trị bộ lạc truyền thống. Bản sắc bộ lạc vẫn còn mạnh, và ngoài hoàng tộc thì ảnh hưởng chính trị thường được xác định theo liên hệ bộ lạc, theo đó sheikh của các bộ lạc duy trì mức độ ảnh hưởng đáng kể đối với các sự kiện địa phương và quốc gia. Trong thời gian gần đây, chính phủ có các bước đi hạn chế nhằm mở rộng quyền tham gia chính trị, chẳng hạn như lập Hội đồng Cố vấn vào đầu thập niên 1990 và lập Diễn đàn Đối thoại Quốc gia vào năm 2003.
Quyền cai trị của gia tộc Saud đối diện với phản đối chính trị từ bốn nhóm: các nhà hoạt động theo chủ nghĩa Hồi giáo Sunni; các nhà phê bình theo chủ nghĩa tự do; cộng đồng thiểu số Hồi giáo Shia—đặc biệt là tại Vùng Đông; các đối thủ trường kỳ đặc thù có tính bộ lạc và theo chủ nghĩa địa phương (chẳng hạn tại Hejaz). Trong đó, các nhà hoạt động theo chủ nghĩa Hồi giáo là mối đe doạ đáng chú ý nhất và trong thời gian gần đây đã gây ra một số hành động bạo lực hoặc khủng bố tại Ả Rập Xê Út.

### Chế độ quân chủ và hoàng tộc
Quốc vương nắm giữ quyền lập pháp, hành pháp và tư pháp và chiếu chỉ tạo thành cơ sở cho pháp luật quốc gia. Quốc vương đồng thời là thủ tướng, và chủ trì Hội đồng Bộ trưởng (Majlis al-Wuzarāʾ).
Hoàng tộc chi phối hệ thống chính trị. Do hoàng tộc có số lượng thành viên đông đảo nên họ có thể kiểm soát hầu hết các chức vụ quan trọng của quốc gia, tham gia và hiện diện trong mọi cấp độ chính phủ. Số lượng thân vương ước tính lên tới 7.000 (khoảng năm 2010), trong đó có quyền lực và ảnh hưởng nhất là các hậu duệ nam giới của quốc vương khai quốc Ibn Saud. Các chức vụ bộ trưởng quan trọng thường được dành cho hoàng tộc, cũng như là 13 chức vụ thống đốc vùng.
Các chức vụ chính trị và chính phủ dài hạn dẫn đến hình thành "các đất phong quyền lực" cho các thân vương cấp cao, như Quốc vương Abdullah từng là Tư lệnh Vệ binh Quốc gia từ năm 1963 (cho đến năm 2010, khi ông bổ nhiệm con trai mình thay thế), Quốc vương Salman giữ chức Bộ trưởng Quốc phòng và Hàng không giai đoạn 2011-2015, và giữ chức Thống đốc tỉnh Riyadh từ năm 1962 đến năm 2011. Con trai Quốc vương Salman là Mohammad bin Salman kế nhiệm làm Bộ trưởng Quốc phòng.
Hoàng tộc trên phương diện chính trị bị phân thành các phái hệ dựa trên lòng trung thành theo dòng dõi, tham vọng cá nhân và tư tưởng, do đó hay xảy ra nạn tham nhũng. Phái hệ dòng dõi có quyền lực nhất được gọi là 'Sudairi Bảy', gồm các anh em cùng cha cùng mẹ với Quốc vương Fahd và các hậu duệ của họ. Phân chia tư tưởng bao gồm các vấn đề về tốc độ và phương hướng cải cách, và vai trò của ulema nên được tăng lên hay giảm xuống. Tồn tại phân tranh trong hoàng tộc về vấn đề người kế vị. Trong nhiều năm, chính phủ Ả Rập Xê Út và hoàng tộc thường xuyên bị cáo buộc tham nhũng. Tại một quốc gia được cho là "thuộc về" hoàng tộc và quốc hiệu đặt theo họ của hoàng tộc, ranh giới giữa tài sản quốc gia và của cải cá nhân của các thân vương cấp cao là điều mập mờ.

### Al ash-Sheikh và vai trò của ulema
Ả Rập Xê Út hầu như là quốc gia duy nhất trao cho Ulema (thể chế gồm các thủ lĩnh tôn giáo và luật gia Hồi giáo) vai trò trực tiếp trong chính phủ, quốc gia duy nhất tương tự là Iran. Ulema có ảnh hưởng then chốt trong các quyết định trọng đại của chính phủ, như áp đặt cấm vận dầu mỏ vào năm 1973 và mời binh sĩ ngoại quốc đến Ả Rập Xê Út vào năm 1990. Ngoài ra, họ có vai trò quan trọng trong hệ thống tư pháp và giáo dục và có độc quyền về quyền lực trong phạm vi đạo đức tôn giáo và xã hội.
Cho đến thập niên 1970, do thịnh vượng từ dầu mỏ và quốc gia được hiện đại hóa, xã hội Ả Rập Xê Út diễn ra các biến chuyển quan trọng và quyền lực của Ulema bị suy thoái. Tuy nhiên, tình hình thay đổi sau khi các phần tử Hồi giáo cấp tiến chiếm giữ Đại Thánh đường tại Mecca vào năm 1979. Chính phủ phản ứng bằng cách củng cố quyền lực của Ulema và gia tăng hỗ trợ tài chính cho họ: họ được trao quyền kiểm soát lớn hơn đối với hệ thống giáo dục và được phép thực thi nghiêm khắc hơn các quy tắc Wahhabi về đạo đức và hành vi xã hội. Sau khi đăng cơ vào năm 2005, Quốc vương Abdullah thực hiện các bước đi nhằm giảm quyền lực của Ulema, chẳng hạn chuyển quyền kiểm soát giáo dục trẻ em gái sang Bộ Giáo dục.
Ulema có truyền thống do gia tộc Al ash-Sheikh lãnh đạo, đây là gia tộc tôn giáo đứng đầu quốc gia. Thành viên gia tộc Al ash-Sheikh là hậu duệ của Muhammad ibn Abd al-Wahhab (1703 – 1792), là người sáng lập giáo phái Wahhabi thuộc hệ Hồi giáo Sunni, giáo phái này hiện chi phối Ả Rập Xê Út. Gia tộc này có thanh thế chỉ đứng sau hoàng tộc hai gia tộc hình thành một "hiệp ước tương hỗ" và dàn xếp chia sẻ quyền lực trong gần 300 năm qua. Hiệp ước vẫn còn cho đến nay, được dựa trên việc hoàng tộc duy trì quyền lực của gia tộc Al ash-Sheikh trong các vấn đề tôn giáo, ủng hộ và truyền bá thuyết Wahhabi. Đổi lại, gia tộc Al ash-Sheikh ủng hộ quyền lực chính trị của hoàng tộc do đó sử dụng quyền lực tôn giáo-đạo đức của họ để hợp pháp hóa quyền cai trị của hoàng tộc. Mặc dù thế chi phối của gia tộc Al ash-Sheikh trong Ulema bị giảm bớt trong các thập niên qua, song họ vẫn giữ các chức vụ tôn giáo quan trọng nhất và liên kết mật thiết với hoàng tộc thông qua liên hôn ở mức độ lớn.

### Hệ thống tư pháp

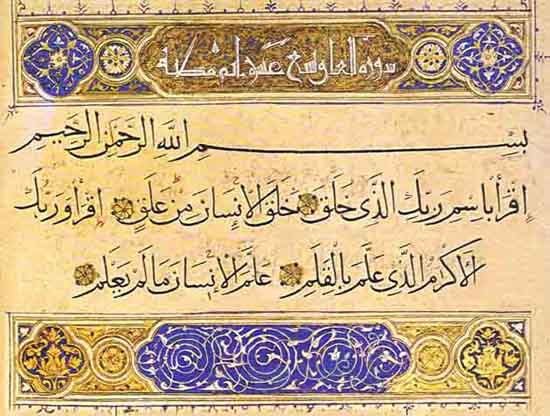
Các đoạn trong kinh Quran. Quran là hiến pháp chính thức của quốc gia và là nguồn chủ yếu của luật pháp. Ả Rập Xê Út là quốc gia duy nhất tôn vinh một văn bản tôn giáo thành một tài liệu chính trị.

Nguồn chủ yếu của pháp luật Ả Rập Xê Út là Sharia bắt nguồn từ lời giáo huấn trong Qur'an và Sunnah (lời dạy của Muhammed). Ả Rập Xê Út là quốc gia Hồi giáo hiện đại duy nhất không hệ thống hóa Sharia và không có hệ thống án lệ pháp lý, trao cho thẩm phán quyền sử dụng lập luận pháp luật độc lập để phán quyết. Các thẩm phán Ả Rập Xê Út có xu hướng theo các nguyên tắc của trường phái luật học Hanbali (hay fiqh) thường thấy trong các văn bản tiền hiện đại và được chú ý do diễn giải theo nghĩa đen Qur'an và hadith.
Thẩm phán có quyền bỏ qua phán quyết trước đó (của bản thân hoặc thẩm phán khác) và có thể áp dụng cách diễn giải cá nhân của mình đối với Sharia trong bất kỳ trường hợp cụ thể nào, do đó có các bản án khác nhau cho dù các vụ án có vẻ giống nhau, nên khó khăn trong việc dự đoán diễn giải pháp lý. Hệ thống tòa án Sharia là bộ máy tư pháp cơ bản của Ả Rập Xê Út, các thẩm phán (qadi) và luật sư thuộc Ulema.
Chiếu chỉ là nguồn pháp luật chủ yếu khác; song được gọi là điều lệnh thay vì luật do phụ thuộc Sharia. Các chiếu chỉ bổ sung cho Sharia trong các lĩnh vực như lao động, thương nghiệp và công ty. Ngoài ra, luật bộ lạc truyền thống và phong tục vẫn còn quan trọng. Các tòa án chính phủ ngoài Sharia thường giải quyết tranh chấp liên quan đến các chiếu chỉ cụ thể. Quyền kháng cáo cuối cùng từ tòa án Sharia và tòa án chính phủ thuộc về Quốc vương, và toàn bộ các tòa án theo các quy tắc Sharia về chứng cứ và thủ tục.
Hệ thống tư pháp Ả Rập Xê Út bị chỉ trích vì "các thẩm phán theo chủ nghĩa đạo đức cực đoan", họ thường khắc nghiệt trong việc tuyên án, song cũng đôi khi khoan dung và trì hoãn quá độ, như nhiều phụ nữ không thể ly hôn. Năm 2007, Quốc vương Abdullah ban chiếu chỉ cải cách hệ thống tư pháp và tạo ra một hệ thống tòa án mới, và đến năm 2009, ông tiến hành một số cải biến đáng kể đối với nhân sự ở cấp cao nhất khi bổ nhiệm một thế hệ trẻ tuổi.

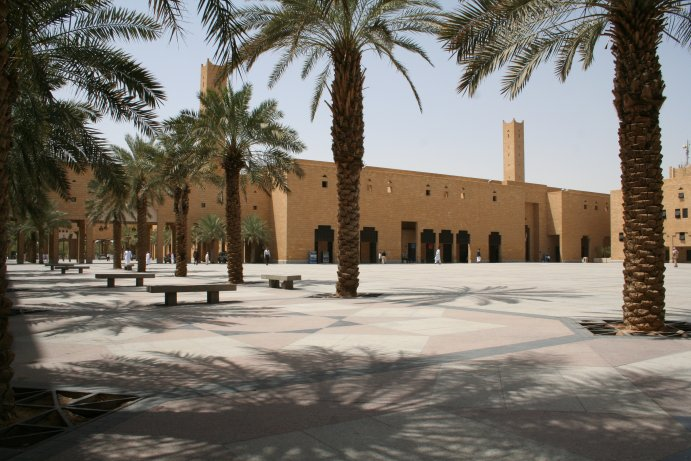
Quảng trường Deera tại trung tâm Riyadh là nơi hành quyết công cộng.

Các tòa án Ả Rập Xê Út có thể tuyên án tử hình và trừng phạt thân thể, như chặt đầu, ném đá (đến chết), cắt cụt chi, đóng đinh, đánh roi, số lượng tuyệt đối các vụ hành quyết bị chỉ trích mạnh. Tử hình có thể được tuyên cho nhiều tội như giết người, hiếp dâm, cướp có vũ trang, sử dụng ma túy nhiều lần, bội giáo, thông gian, yêu thuật và ma thuật. Hành vi tình dục đồng giới bị trừng phạt bằng cách đánh roi hoặc tử hình. Gia đình nạn nhân bị giết có thể lựa chọn yêu cầu tử hình thủ phạm, hoặc quyết định khoan hồng để đổi lấy một khoản tiền diyya (tiền máu).

### Ngoại giao

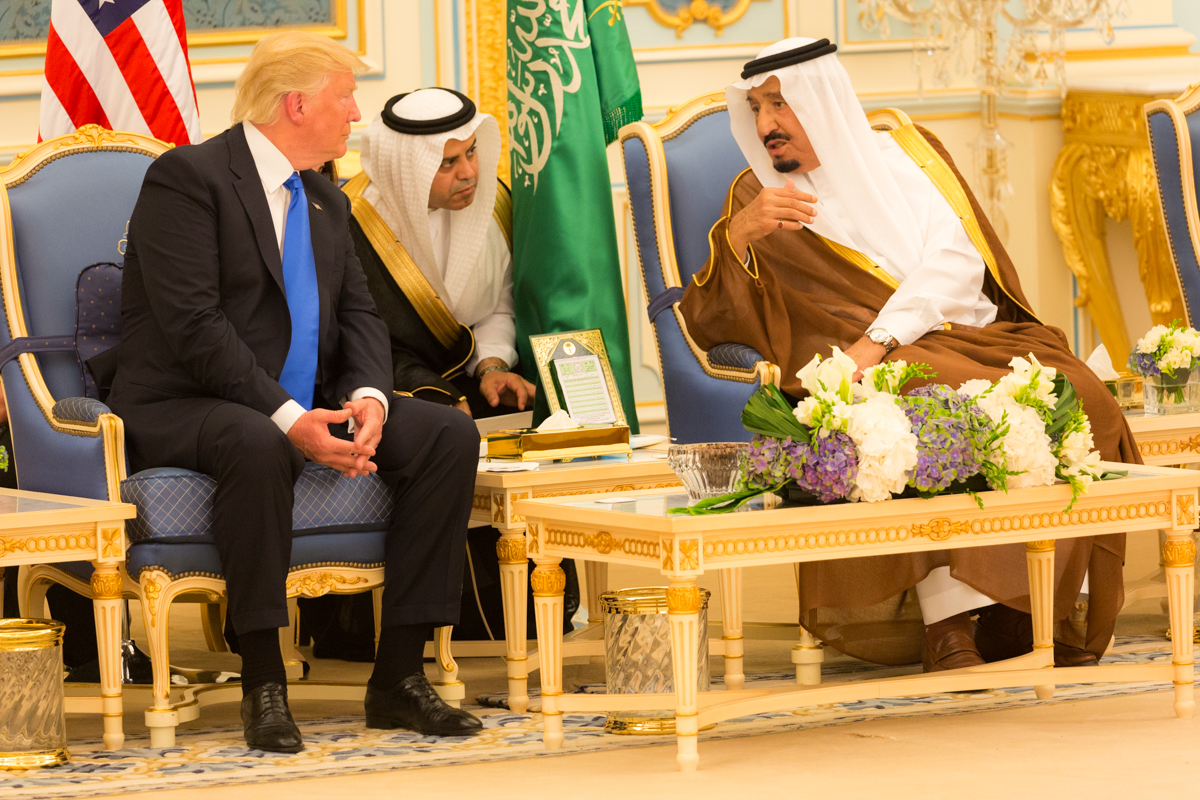
Quốc vương Salman và Tổng thống Hoa Kỳ Donald Trump, Riyadh, tháng 5 năm 2017

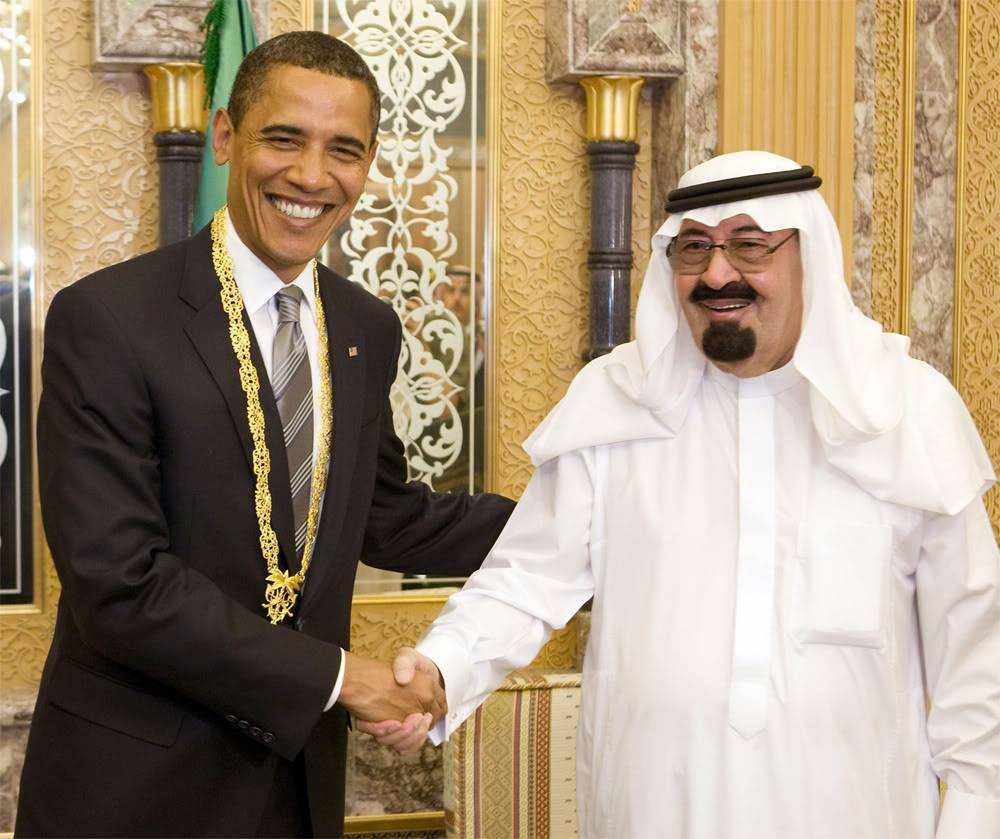
Tổng thống Hoa Kỳ Barack Obama gặp Quốc vuơng Abdullah, tháng 7 năm 2014

Ả Rập Xê Út gia nhập Liên Hợp Quốc vào năm 1945 và là một thành viên sáng lập của Liên đoàn Ả Rập, Hội đồng Hợp tác Vùng Vịnh, Liên đoàn Thế giới Hồi giáo, và Tổ chức Hội nghị Hồi giáo (nay là Tổ chức Hợp tác Hồi giáo). Quốc gia này giữ một vai trò nổi bật trong Quỹ Tiền tệ Quốc tế và Ngân hàng Thế giới, và tham gia Tổ chức Thương mại Thế giới vào năm 2005. Ả Rập Xê Út ủng hộ hình thành Liên minh Thuế quan Ả Rập vào năm 2015 và một thị trường chung Ả Rập vào năm 2020. Kể từ năm 1960, với vị thế là thành viên sáng lập của OPEC, chính sách giá dầu mỏ của Ả Rập Xê Út về tổng thể là giúp ổn định thị trường dầu mỏ thế giới và nỗ lực điều chỉnh biến động giá mạnh nhằm không gây hại cho các nền kinh tế phương Tây.

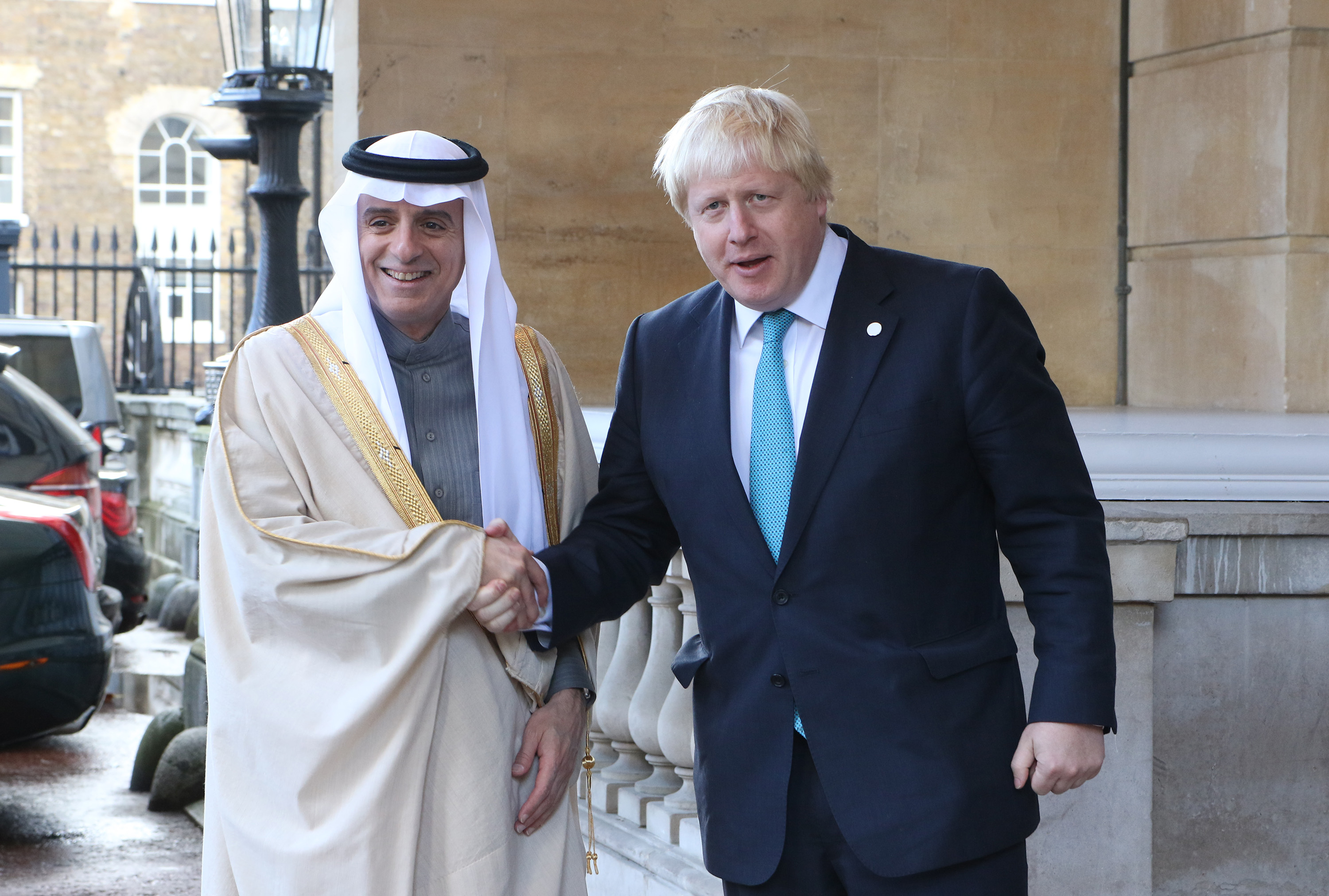
Bộ trưởng ngoại giao Adel al-Jubeir gặp Ngoại trưởng Anh đương nhiệm Boris Johnson (hiện tại là thủ tướng Anh) ở Luân Đôn, 16 tháng 10 năm 2016

Từ giữa thập niên 1970 đến năm 2002, Ả Rập Xê Út đã chi ra trên 70 tỷ USD "viện trợ phát triển hải ngoại" (ODA). Tuy nhiên, có bằng chứng rằng đại đa số chúng trên thực tế được dành cho truyền bá và khuếch trương giáo phái Wahhabi, điều này gây bất lợi cho các giáo phái Hồi giáo khác. Tồn tại tranh luận mãnh liệt về việc liệu viện trợ của Ả Rập Xê Út và giáo phái Wahhabi đã kích động chủ nghĩa cực đoan tại các quốc gia tiếp nhận hay không. Hai luận điệu chính là về bản chất giáo phái Wahhabi khuyến khích tính không khoan dung và xúc tiến chủ nghĩa khủng bố. Chỉ tính tại các quốc gia có đa số cư dân không theo Hồi giáo, trong bốn thập niên sau khi Faisal đăng cơ, Ả Rập Xê Út đã trả tiền xây dựng 1.359 thánh đường, 210 trung tâm Hồi giáo.
Ả Rập Xê Út và Hoa Kỳ là các đồng minh chiến lược, và từ khi Barack Obama nhậm chức vào năm 2009 đến tháng 8 năm 2016, Hoa Kỳ đã bán lượng vũ khí trị giá 110 tỷ USD cho Ả Rập Xê Út. Quan hệ giữa hai quốc gia trở nên căng thẳng sau các vụ tấn công ngày 11 tháng 9 năm 2001 tại Hoa Kỳ. Các chính trị gia và truyền thông Hoa Kỳ cáo buộc chính phủ Ả Rập Xê Út ủng hộ chủ nghĩa khủng bố và dung thứ văn hoá jihad (thánh chiến). Ngoại trưởng Hoa Kỳ Hillary Clinton từng cho rằng Ả Rập Xê Út ủng hộ tài chính cho al-Qaida, Taliban, LeT và các tổ chức khủng bố khác. Chính phủ Ả Rập bác bỏ các cáo buộc này, cùng các cáo buộc rằng họ xuất khẩu chủ nghĩa cực đoan tôn giáo hoặc văn hoá.

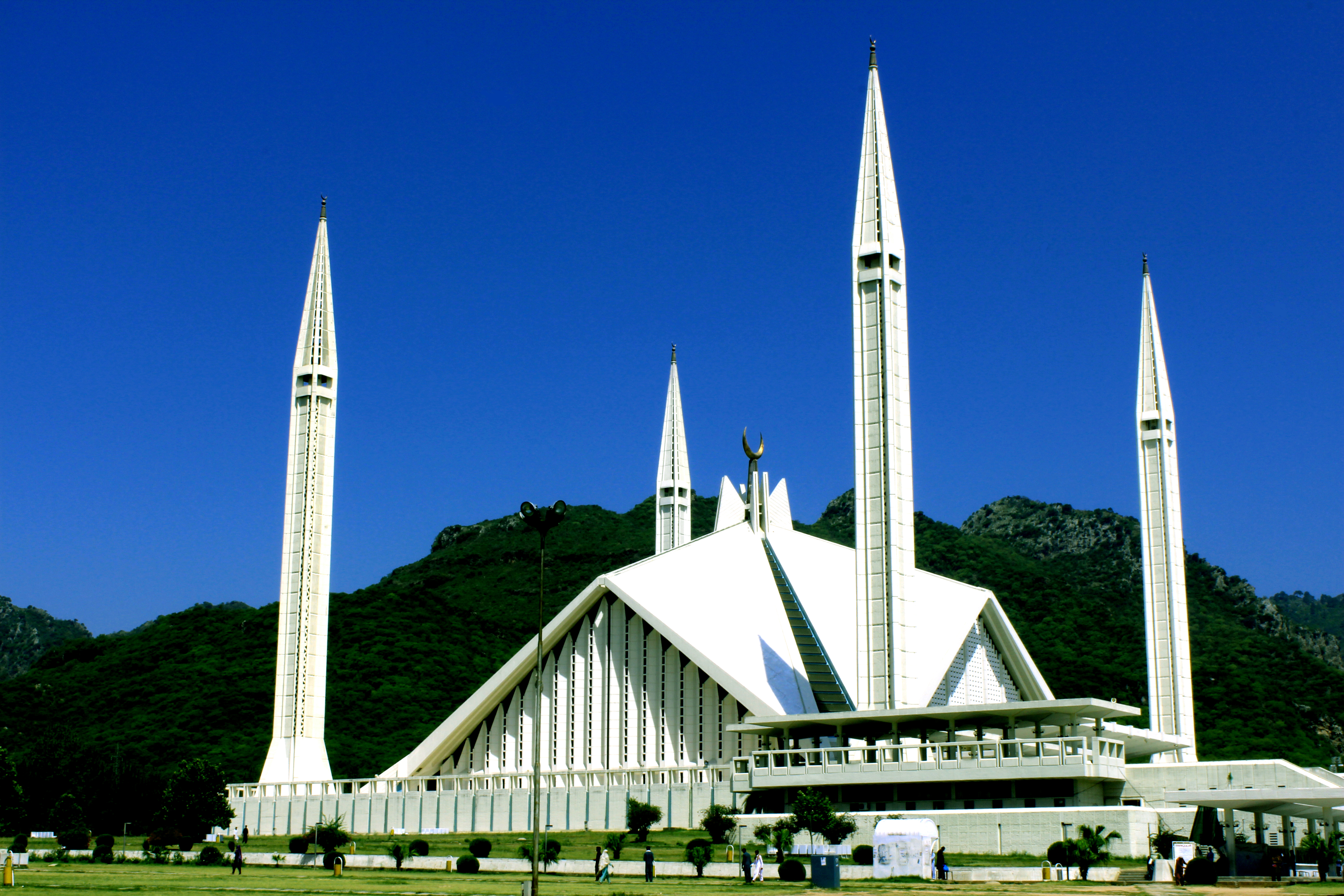
Thánh đường Faisal tại Islamabad, Pakistan được đặt tên theo một quốc vương của Ả Rập Xê Út. Ả Rập Xê Út là một đồng minh nhiệt tình của Pakistan, WikiLeaks tuyên bố rằng Ả Rập Xê Út từ lâu đã có vai trò quan trọng trong chính sự Pakistan."

Trong thế giới Ả Rập và Hồi giáo, Ả Rập Xê Út được nhìn nhận là quốc gia thân phương Tây và thân Mỹ, và họ dĩ nhiên là một đồng minh trường kỳ của Hoa Kỳ. Tuy nhiên, điều này và vai trò của Ả Rập Xê Út trong chiến tranh Vùng Vịnh 1991, đặc biệt là cho phép binh sĩ Hoa Kỳ đồn trú trên lãnh thổ Ả Rập Xê Út từ năm 1991, xúc tiến chủ nghĩa Hồi giáo thù địch phát triển trong nước. Do đó, Ả Rập Xê Út trong một chừng mực nhất định đã tự tách mình khỏi Hoa Kỳ, chẳng hạn như từ chối ủng hộ hoặc tham gia chiến tranh Iraq vào năm 2003.
Hậu quả của chiến tranh Iraq năm 2003 và Mùa xuân Ả Rập khiến chế độ quân chủ Ả Rập Xê Út gia tăng báo động về ảnh hưởng của Iran trong khu vực. Các lo ngại này được phản ánh qua lời của Quốc vương Abdullah, ông từng bí mật thuyết phục Hoa Kỳ tấn công Iran và "cắt cổ con rắn". Nhằm bảo vệ hoàng tộc Khalifa của Bahrain, Ả Rập Xê Út phái quân xâm nhập Bahrain để đàn áp cuộc khởi nghĩa của nhân dân Bahrain vào ngày 14 tháng 3 năm 2011. Chính phủ Ả Rập Xê Út nhìn nhận cuộc khởi nghĩa là một "mối đe doạ an ninh" do người Shia vốn chiếm đa số cư dân Bahrain đặt ra. Ngày 25 tháng 3 năm 2015, Ả Rập Xê Út, dẫn đầu một liên minh các quốc gia Hồi giáo Sunni, khởi đầu can thiệp quân sự tại Yemen chống lại phái Houthi thuộc hệ Hồi giáo Shia và lực lượng trung thành với cựu Tổng thống Ali Abdullah Saleh.
Ả Rập Xê Út được nhìn nhận là có ảnh hưởng ôn hoà trong xung đột Ả Rập-Israel, định kỳ đưa ra kế hoạch hoà bình giữa Israel và người Palestine, và lên án Hezbollah. Trong Mùa xuân Ả Rập, Ả Rập Xê Út cấp quyền tị nạn cho Tổng thống Zine El Abidine Ben Ali của Tunisia và Quốc vương Abdullah điện đàm với Tổng thống Hosni Mubarak của Ai Cập (trước khi bị phế truất) để đề nghị giúp đỡ. Năm 2014, quan hệ giữa Ả Rập Xê Út và Qatar trở nên căng thẳng do Qatar ủng hộ Anh em Hồi giáo. Ả Rập Xê Út từng công khai ủng hộ Đội quân Chinh phục, một nhóm thuộc lực lượng chống chính phủ trong Nội chiến Syria mà theo báo cáo bao gồm cả Mặt trận al-Nusra có liên kết với al-Qaeda.

### Quân sự
Ả Rập Xê Út là một trong các quốc gia có tỷ lệ chi tiêu quân sự cao nhất thế giới, 10% GDP của quốc gia này được dành cho quân sự. Quân đội Ả Rập Xê Út gồm có lục quân, không quân, hải quân, phòng không, vệ binh quốc gia (SANG), và các lực lượng dân quân, tổng cộng có gần 200.000 nhân viên tại ngũ. Năm 2005, nhân viên lực lượng vũ trang: lục quân có 75.000; không quân có 18.000; phòng không có 16.000; hải quân có 15.500 (bao gồm 3.000 thủy quân lục chiến); và SANG có 75.000 binh sĩ tại ngũ và 25.000 dân quân bộ lạc. Ngoài ra, còn có cơ quan tình báo quân sự Al Mukhabarat Al A'amah.
Ả Rập Xê Út có quan hệ quân sự lâu năm với Pakistan, và từ lâu có suy đoán rằng Ả Rập Xê Út bí mật tài trợ cho chương trình bom nguyên tử của Pakistan và tìm cách mua vũ khí nguyên tử từ Pakistan. Vệ binh Quốc gia Ả Rập Xê Út không phải lực lượng dự bị mà là một lực lượng tiền tuyến hoạt động đầy đủ, và bắt nguồn từ lực lượng quân sự-tôn giáo bộ lạc của Ibn Saud là Ikhwan. Vệ binh Quốc gia Ả Rập Xê Út dưới dạng hiện nay bắt nguồn từ đội quân cá nhân của Abdullah từ thập niên 1960. Vệ binh Quốc gia Ả Rập Xê Út từng là một đối trọng với phái Sudairi trong hoàng tộc.
Thiết bị quân sự của Ả Rập Xê Út chủ yếu do Hoa Kỳ, Pháp và Anh cung cấp. Hoa Kỳ bán trên 80 tỷ USD phần cứng quân sự cho quân đội Ả Rập Xê Út trong giai đoạn 1951-2006. Năm 2013, chi tiêu quân sự của Ả Rập Xê Út tăng lên 67 tỷ USD, vượt qua Anh, Pháp và Nhật Bản để chiếm vị trí thứ tư toàn cầu. Theo Viện Nghiên cứu Hoà bình Quốc tế Stockholm (SIPRI), trong giai đoạn 2010–14 Ả Rập Xê Út trở thành quốc gia nhập khẩu vũ khí nhiều thứ nhì trên thế giới, tiếp nhận gấp bốn lần so với giai đoạn 2005–2009. Ả Rập Xê Út chiếm 41% xuất khẩu vũ khí của Anh trong giai đoạn 2010–14. Pháp cho phép bán 18 tỷ USD vũ khí cho Ả Rập Xê Út chỉ trong năm 2015. Thương vụ vũ khí trị giá 15 tỷ USD với Ả Rập Xê Út vào năm 2016 được cho là thương vụ vũ khí lớn nhất trong lịch sử Canada. Năm 2017, Ả Rập Xê Út và Hoa Kỳ đạt được một thoả thuận vũ khí trị giá 110 tỉ USD.

## Đơn vị hành chính
Ả Rập Xê Út được phân thành 13 vùng (tiếng Ả Rập: مناطق إدارية; manatiq idāriyya, số ít منطقة إدارية; mintaqah idariyya). Các vùng được chia tiếp thành 118 tỉnh (tiếng Ả Rập: محافظات; muhafazat, số ít محافظة; muhafazah). Con số này bao gồm 13 thủ phủ vùng, có vị thế khác biệt là đô thị (tiếng Ả Rập: أمانة; amanah) do thị trưởng (tiếng Ả Rập: أمين; amin) quản lý. Các tỉnh được chia tiếp thành huyện (tiếng Ả Rập: مراكز; marakiz, số ít مركز; markaz).
|    | STT                  | Vùng     | Thủ phủ |
| -- | -------------------- | -------- | ------- |
|    |                      |          |         |
| 1  | Al Jawf              | Sakakah  |         |
| 2  | Biên giới Phương Bắc | Arar     |         |
| 3  | Tabuk                | Tabuk    |         |
| 4  | Ha'il                | Ha'il    |         |
| 5  | Al Madinah           | Medina   |         |
| 6  | Al Qasim             | Buraidah |         |
| 7  | Makkah               | Mecca    |         |
| 8  | Al Riyadh            | Riyadh   |         |
| 9  | Vùng Đông            | Dammam   |         |
| 10 | Al Bahah (hay Baha)  | Al Bahah |         |
| 11 | Asir                 | Abha     |         |
| 12 | Jizan                | Jizan    |         |
| 13 | Najran               | Najran   |         |

## Địa lý

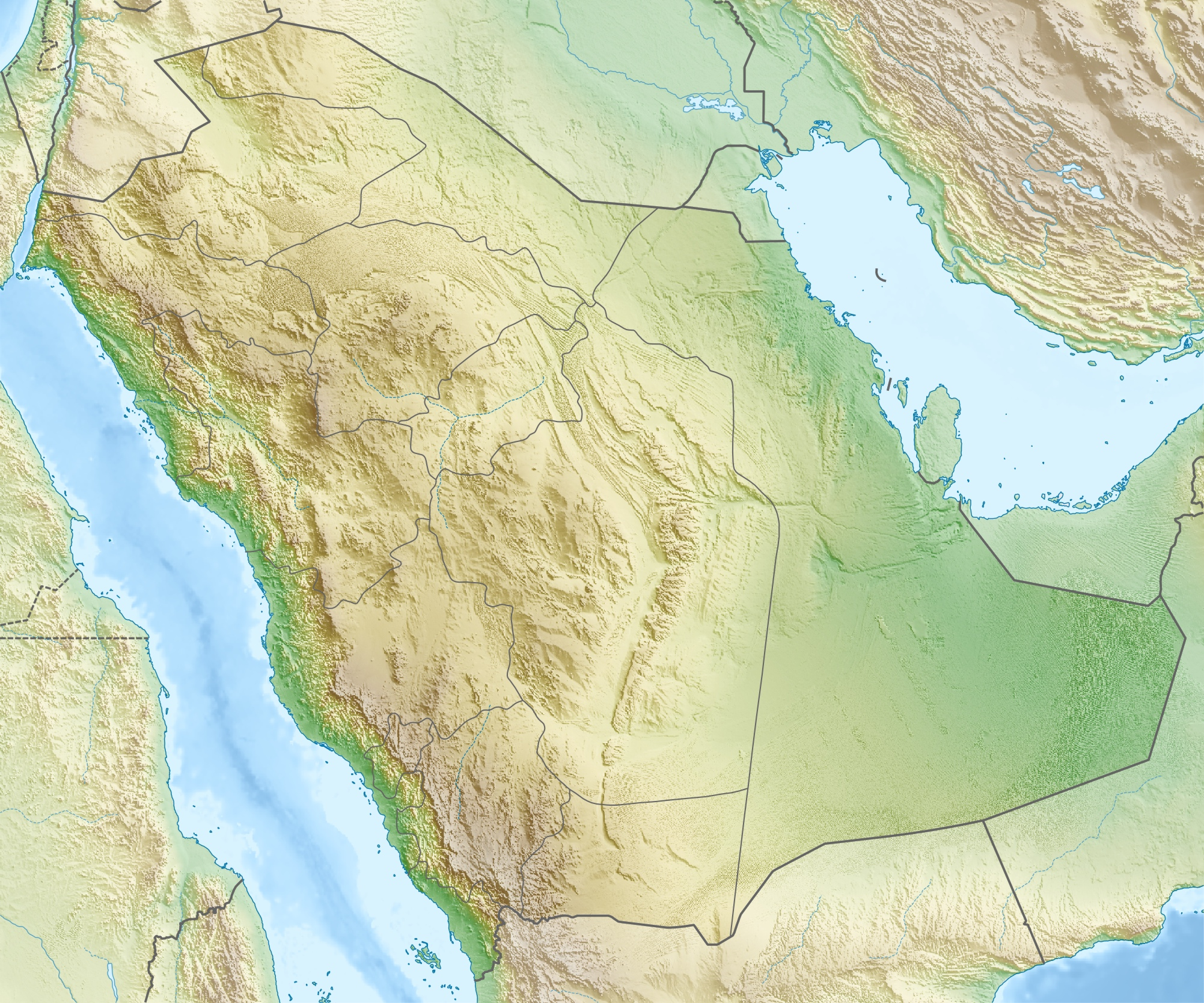
Bản đồ địa hình Ả Rập Xê Út (theo độ cao)

Ả Rập Xê Út chiếm khoảng 80% bán đảo Ả Rập (bán đảo lớn nhất thế giới), nằm giữa vĩ tuyến 16° Bắc và 33° Bắc, giữa kinh tuyến 34° Đông và 56° Đông. Do biên giới phía nam của quốc gia với Các Tiểu vương quốc Ả Rập Thống nhất và Oman không được phân giới chính xác, kích thước thực tế của vương quốc này chưa được xác định. CIA World Factbook ước tính diện tích Ả Rập Xê Út là 2.149.690 km2 (830.000 dặm vuông Anh) và xếp hạng là quốc gia rộng thứ 13 thế giới. Về phương diện địa lý, đây là quốc gia lớn nhất trên mảng Ả Rập.
Hoang mạc Ả Rập cùng các bán hoang mạc và vùng cây bụi có liên hệ với nó chi phối địa lý Ả Rập Xê Út. Thực tế, hoang mạc mạc Ả Rập là một số sa mạc liên kết với nhau và bao gồm 647.500 km² Rub' al Khali ("miền hoang vu") tại phần phía nam của vương quốc, là sa mạc với các đụn cát liền kề lớn nhất thế giới. Hầu như không có sông hồ tại Ả Rập Xê Út, song có một số wadi (thung lũng sông thường xuyên khô hạn). Một vài khu vực phì nhiêu hình thành nhờ bồi tích tại các wadi, bồn địa, và ốc đảo. Đặc điểm địa hình chính là cao nguyên trung tâm, cao lên đột ngột từ biển Đỏ và dần thấp xuống Nejd và hướng ra vịnh Ba Tư. Tại duyên hải biển Đỏ, có một đồng bằng duyên hải hẹp gọi là Tihamah. Vùng Asir thuộc miền tây nam có địa hình núi non, tại đó có núi Sawda cao 3.133 m, là đỉnh cao nhất toàn quốc.
Ngoại trừ vùng Asir, phần còn lại của Ả Rập Xê Út có khí hậu hoang mạc nóng với nhiệt độ ban ngày cực kỳ cao và giảm đột ngột vào ban đêm. Nhiệt độ trung bình vào mùa hè là khoảng 45 °C, song có thể lên đến 54 °C. Vào mùa đông, nhiệt độ có thể lạnh, nhưng hiếm khi xuống dưới 0 °C. Vào mùa xuân và mùa thu, sức nóng dịu đi với nhiệt độ trung bình khoảng 29 °C. Lượng mưa hàng năm cực kỳ thấp, riêng vùng Asir chịu ảnh hưởng từ gió mùa Ấn Độ Dương thường xuất hiện từ tháng 10 đến tháng 3. Lượng mưa trung bình của vùng trong giai đoạn này là 300 mm, chiếm khoảng 60% lượng mưa hàng năm.
Dù có địa hình và khí hậu khô cằn, Ả Rập Xê Út lại sở hũu một hệ sinh thái đa dạng, với hầu hết các sinh vật đều thích nghi tốt với điều kiện khắc nghiệt vùng hoang mạc. Các loài động vật đặc hữu bao gồm các loài như chó sói Ả Rập, linh cẩu vằn, cầy Mangut, khỉ đầu chó, thỏ sa mạc, chuột cát, chuột nhảy. Các loài động vật lớn như linh dương Gazelle, linh dương sừng kiếm, và báo hoa mai có số lượng tương đối nhiều cho đến thập niên 1950, song săn bắn bằng ô tô làm giảm số lượng các loài này đến mức gần tuyệt chủng. Các loài chim bao gồm chim cắt (bị bắt và huấn luyện để săn bắt), đại bàng, diều hâu, kền kền, gà gô cát và chào mào. Ả Rập Xê Út có một số loài rắn trong đó nhiều loài có độc, và một số loài thằn lằn. Hệ sinh vật biển tại vịnh Ba Tư cũng rất đa dạng. Các động vật được thuần hoá gồm lạc đà một bướu, dê, cừu, lừa và gà. Do có điều kiện sa mạc, hệ thực vật Ả Rập Xê Út hầu hết là các cây thân thảo và cây bụi nhỏ cần ít nước. Cũng có một số khu vực đồng cỏ và cây với quy mô nhỏ tại miền nam Asir. Chà là là loài cây phổ biến.

## Kinh tế

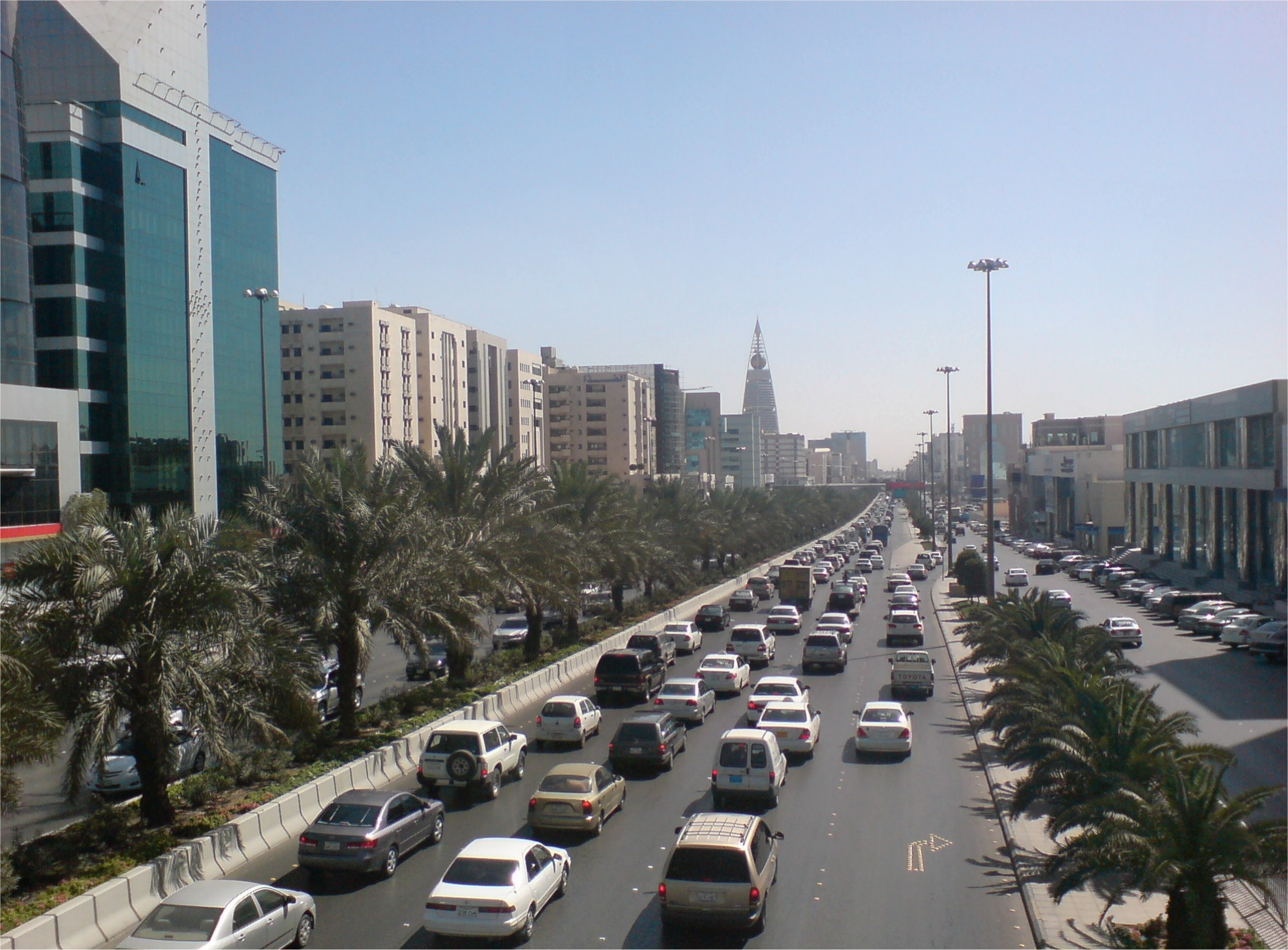
Đường Quốc vương Fahd tại Riyadh

Ả Rập Xê Út có nền kinh tế chỉ huy, dựa trên dầu mỏ với khoảng 75% thu ngân sách và 90% thu nhập xuất khẩu đến từ công nghiệp dầu mỏ. Quốc gia này phụ thuộc nhiều vào công nhân ngoại quốc, khoảng 80% người lao động trong khu vực tư nhân không phải là công dân Ả Rập Xê Út. Một số thách thức đối với kinh tế Ả Rập Xê Út là ngăn chặn hoặc đảo nghịch việc suy giảm thu nhập bình quân, cải thiện giáo dục để chuẩn bị cho thanh niên trở thành lực lượng lao động và cung cấp cho họ việc làm, đa dạng hoá kinh tế, khuyến khích khu vực tư nhân và xây dựng nhà ở, giảm bớt tham nhũng và bất bình đẳng.
Ngành công nghiệp dầu mỏ chiếm khoảng 45% tổng sản phẩm quốc nội danh nghĩa của Ả Rập Xê Út, trong khi khu vực tư nhân chiếm 40%. Ả Rập Xê Út theo số liệu chính thức có trữ lượng dầu mỏ 260 tỷ thùng (4,1×1010 m3), chiếm khoảng 20% trữ lượng dầu mỏ được kiểm chứng của thế giới. Trong thập niên 1990, thu nhập từ dầu mỏ của Ả Rập Xê Út bị tụt giảm đáng kể, kết hợp với tỷ lệ gia tăng dân số cao khiến thu nhập bình quân giảm từ mức 11.700 USD vào đỉnh điểm bùng nổ dầu mỏ trong năm 1981 xuống còn 6.300 USD trong năm 1998. Giá dầu mỏ sau đó tăng lên khiến GDP bình quân tăng lên, đạt 17.000 USD vào năm 2007 (khoảng 7.400 USD điều chỉnh theo lạm phát), song giảm xuống do giá dầu mỏ giảm từ giữa năm 2014.

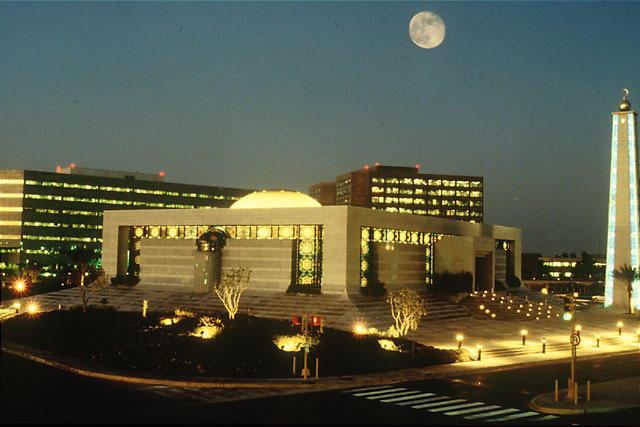
Văn phòng Saudi Aramco, là công ty có giá trị lớn nhất Ả Rập Xê Út và là nguồn thu nhập chính của quốc gia.

Tổ chức các nước xuất khẩu dầu lửa (OPEC) hạn chế sản lượng dầu mỏ của các thành viên dựa trên "trữ lượng được chứng minh" của họ. Trữ lượng công bố của Ả Rập Xê Út có ít biến động kể từ năm 1980, ngoại lệ chính là lần tăng khoảng 100 tỷ thùng (1,6×1010 m3) giai đoạn 1987-1988.
Trong giai đoạn 2003–2013, một số dịch vụ trọng yếu được tư hữu hoá: cung cấp nước đô thị, điện lực, viễn thông; và một phần hệ thống giáo dục và y tế, kiểm soát giao thông và tường trình tai nạn ô tô cũng được tư hữu hoá. Tuy nhiên, có ý kiến lo ngại về hoạt động của các thực thể được tư hữu hoá này. Tháng 11 năm 2005, Ả Rập Xê Út được phê chuẩn trở thành một thành viên của Tổ chức Thương mại Thế giới. Ả Rập Xê Út duy trì việc cấm đầu tư nước ngoài trong một số lĩnh vực, song chính phủ có kế hoạch mở cửa một số lĩnh vực như viễn thông, bảo hiểm, truyền tải điện. Chính phủ cũng tiến hành nỗ lực nhằm bản địa hoá kinh tế, tức thay thế công nhân ngoại quốc bằng công dân Ả Rập Xê Út song chỉ có thành công hạn chế.
Ả Rập có các kế hoạch phát triển 5 năm kể từ năm 1970. Trong số các kế hoạch này có triển khai "các thành phố kinh tế" (như King Abdullah Economic City) được hoàn thành cho đến năm 2020, nhằm đa dạng hoá kinh tế và cung cấp việc làm. Tính đến  năm 2013 có bốn thành phố được lập kế hoạch. Quốc vương tuyên bố rằng thu nhập bình quân sẽ tăng lên đến 33.500 USD vào năm 2020. Các thành phố phân bố khắp Ả Rập Xê Út nhằm xúc tiến đa dạng hoá tại mỗi khu vực.
Ngoài dầu mỏ và khí đốt, Ả Rập Xê Út còn có ngành khai thác vàng quy mô nhỏ tại khu vực Mahd adh Dhahab và các ngành khai khoáng khác, lĩnh vực nông nghiệp (đặc biệt là tại tây nam) dựa vào chà là và gia súc, và một số công việc tạm thời được tạo ra trong mỗi dịp hành hương hajj. Ả Rập Xê Út khuyến khích nông nghiệp sa mạc bằng cách cung cấp trợ cấp đáng kể cũng như tiêu tốn 300 tỷ m³ nước mà hầu hết là nguồn nước không tái tạo để trồng cỏ linh lăng, ngũ cốc, thịt và sữa tại hoang mạc Ả Rập. Ước tính việc tiêu thụ nguồn nước ngầm không tái tạo khiến cho 4/5 trữ lượng nước ngầm biến mất cho đến năm 2012.
Ả Rập Xê Út đầu tư đáng kể vào việc khử muối nước biển, cung cấp nước, hệ thống thoát nước và xử lý nước, làm tăng đáng kể tỷ lệ dân chúng được tiếp cận nước uống và cải thiện điều kiện vệ sinh trong các thập niên qua. Khoảng 50% nước uống có nguồn gốc từ nước khử muối, 40% đến từ khai thác nước ngầm và 10% đến từ nước bề mặt (đặc biệt tại vùng núi non tây nam). Thủ đô Riyard được cung cấp nước khử muối bơm từ vịnh Ba Tư với khoảng cách 467 km. Nhờ thu nhập từ dầu mỏ, nước được cung cấp gần như miễn phí. Mặc dù chất lượng dịch vụ được cải thiện song vẫn còn thấp, chẳng hạn tại Riyadh chỉ có nước một lần trong mỗi 2,5 ngày vào năm 2011, còn tại Jeddah chỉ có nước 9 ngày một lần.

## Nhân khẩu

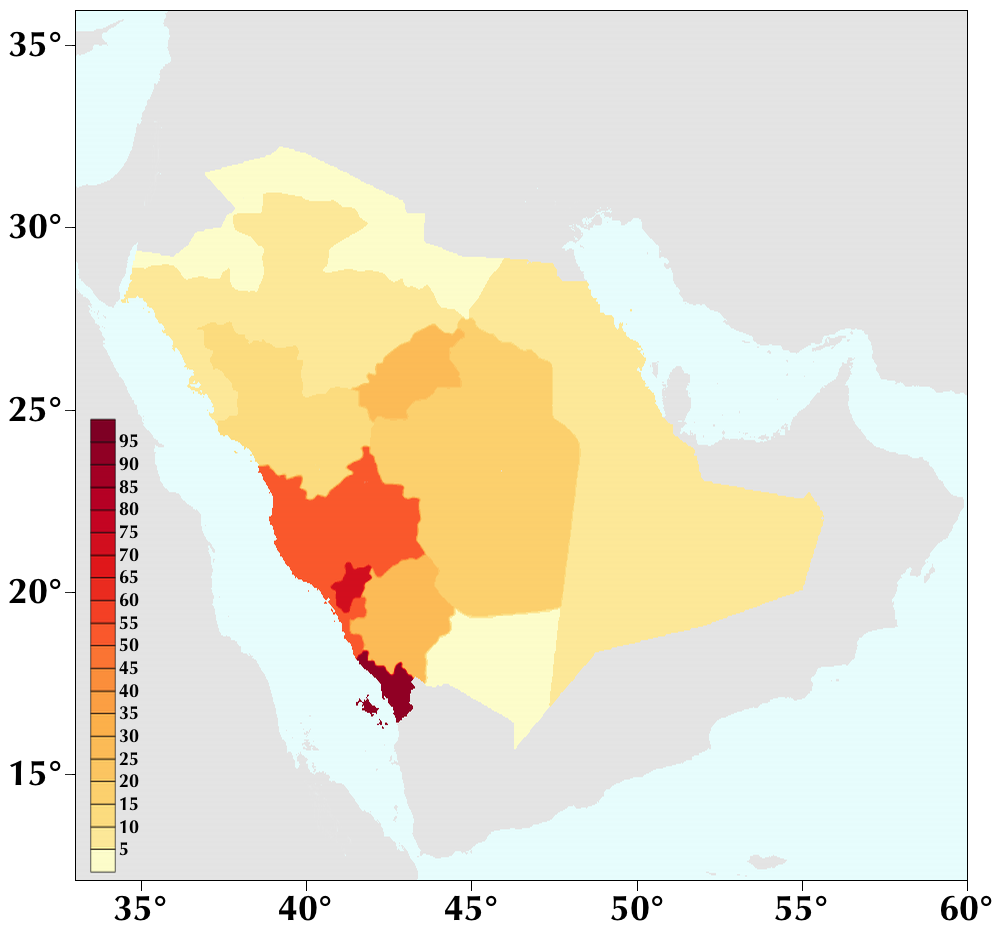
Mật độ dân số Ả Rập Xê Út theo vùng

Dân số Ả Rập Xê Út vào tháng 7 năm 2016 được ước tính là 28,1 triệu, trong đó có 30% (khoảng hơn 8 triệu) đến 10 triệu người nhập cư không có quyền công dân, tuy nhiên giới lãnh đạo quốc gia này có lịch sử nâng khống số liệu nhân khẩu.
Dân số Ả Rập Xê Út tăng trưởng nhanh từ khoảng năm 1950 với dân số 3 triệu, và trong nhiều năm đây là một trong các quốc gia có tỷ suất sinh cao nhất trên thế giới với khoảng 3% một năm. Tuy nhiên, tổng tỷ suất sinh năm 2016 giảm xuống còn 2,11 trẻ em trên mỗi phụ nữ.
Thành phần dân tộc của công dân Ả Rập Xê Út có 90% là người Ả Rập và 10% là người lai Á-Phi. Hầu hết người Ả Rập Xê Út sống tại Hejaz (35%), Najd (28%), và Vùng Đông (15%).
Cho đến khoảng năm 1970, hầu hết người Ả Rập Xê Út sống tại nông thôn, song trong nửa sau của thế kỷ XX vương quốc trải qua đô thị hoá nhanh chóng. Tính đến  năm 2012 khoảng 80% người Ả Rập Xê Út sống tại các khu vực đô thị lớn, đặc biệt là Riyadh, Jeddah hay Dammam.
Dân số Ả Rập Xê Út khá trẻ với trên một nửa dưới 25 tuổi (2012). Một phần lớn dân số là mang quốc tịch nước ngoài. (The CIA Factbook ước tính rằng tính đến  năm 2013 người nước ngoài sống tại Ả Rập Xê Út chiếm khoảng 21% dân số. Cục Thống kê và Thông tin Trung ương Ả Rập Xê Út ước tính số người nước ngoài vào cuối năm 2014 chiếm 33% dân số (10,1 triệu). Trong đó, người Ấn Độ có 1,3 triệu, người Pakistan có 1,5 triệu (2012), người Ai Cập: 900.000, người Yemen: 800.000, người Bangladesh: 500.000, người Philippines: 500.000, người Jordan/Palestine: 260.000, người Indonesia: 250.000, người Sri Lanka: 350.000, người Sudan: 250.000, người Syria: 100.000 và người Thổ Nhĩ Kỳ: 100.000.
Người Hồi giáo nước ngoài sống tại vương quốc đủ 10 năm có thể xin quyền công dân Ả Rập Xê Út (ưu tiên cho người có trình độ khoa học, và ngoại lệ là người Palestine trừ khi họ kết hôn với một công dân Ả Rập Xê Út.) Ả Rập Xê Út không ký kết Công ước người Tị nạn Liên Hợp Quốc 1951. Do dân số Ả Rập Xê Út tăng trưởng và thu nhập từ xuất khẩu dầu mỏ đình trệ, khiến gia tăng áp lực trong việc thay thế công nhân nước ngoài bằng công dân, và chính phủ Ả Rập Xê Út hy vọng giảm số người nước ngoài tại đây.
Cho đến đầu thập niên 1960, số nô lệ tại Ả Rập Xê Út ước tính là 300.000. Chế độ nô lệ chính thức bị bãi bỏ vào năm 1962.

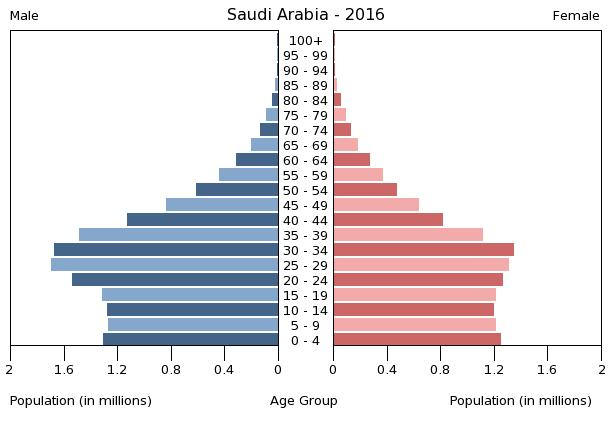
Tháp dân số Ả Rập Xê Út năm 2016

Ngôn ngữ chính thức của Ả Rập Xê Út là tiếng Ả Rập. Ba phương ngữ chủ yếu của người Ả Rập Xê Út là tiếng Ả Rập Hejaz (khoảng 6 triệu người nói), tiếng Ả Rập Najd (khoảng 8 triệu người nói), và tiếng Ả Rập Vùng Vịnh (khoảng 0,2 triệu người nói). Ngôn ngữ ký hiệu Ả Rập Xê Út là ngôn ngữ chủ yếu của cộng đồng khiếm thính. Các cộng đồng ngoại kiều lớn cũng nói ngôn ngữ của họ, đông đảo nhất là tiếng Tagalog, tiếng Rohingya, tiếng Urdu, tiếng Ả Rập Ai Cập. Có nhiều người nói tiếng Anh tại Ả Rập Xê Út vì Công ty Dầu mỏ Ả Rập-Mỹ (SAMCO) chi phối kinh tế Ả Rập Xê Út. Mặc dù tiếng Ả Rập là ngôn ngữ chính thức duy nhất, song nhiều khi tiếng Anh được ghi song song với tiếng Ả Rập.
Hồi giáo là quốc giáo của Ả Rập Xê Út và pháp luật vương quốc yêu cầu rằng toàn bộ công dân là tín đồ Hồi giáo., và gần như toàn bộ cư dân Ả Rập Xê Út là người Hồi giáo. Khu vực Hejaz có các thành phố Mecca và Medina là cái nôi của Hồi giáo, là điểm đến trong cuộc hành hương hajj, là hai thánh địa của Hồi giáo. Theo ước tính số lượng tín đồ hệ Hồi giáo Sunni tại Ả Rập Xê Út là từ 75% đến 90%, 10–25% còn lại thuộc hệ Hồi giáo Shia. Thể thức chính thức và chi phối của hệ Hồi giáo Sunni tại Ả Rập Xê Út thường được gọi là Wahhabi (những người đề xướng chuộng tên gọi tư tưởng Salafi, nhìn nhận Wahhabi là xúc phạm) và thường được các nhà quan sát mô tả là 'chủ nghĩa đạo đức', 'không khoan dung', hay 'cực bảo thủ', còn các tín đồ xem đây là Hồi giáo "đích thực". Phái này do Muhammad ibn Abd al-Wahhab thành lập trong thế kỷ XVIII tại bán đảo Ả Rập. Các phái khác như Hồi giáo Shia thiểu số bị đàn áp có hệ thống. do tư tưởng Wahabbi lên án đức tin Shia.
Theo ước tính có khoảng 1,5 triệu tín đồ Cơ Đốc giáo tại Ả Rập Xê Út, gần như toàn bộ là công nhân nước ngoài. Ả Rập Xê Út cho phép người Cơ Đốc giáo nhập cảnh với tư cách công nhân nước ngoài để làm việc tạm thời, song không cho phép họ hành lễ công khai. Tỷ lệ công dân Ả Rập Xê Út theo Cơ Đốc giáo về chính thức là không có, do công dân bị cấm cải đạo khỏi Hồi giáo và nếu vi phạm sẽ bị tử hình. Bất chấp điều đó, một nghiên cứu vào năm 2015 ước tính rằng có 60.000 người Hồi giáo cải sang Cơ Đốc giáo tại Ả Rập Xê Út. Theo Trung tâm Nghiên cứu Pew thì có 390.000 tín đồ Ấn Độ giáo tại Ả Rập Xê Út, gần như toàn bộ là công nhân nước ngoài. Theo pháp lý từ năm 2014, Người vô thần sẽ bị xác định là phần tử khủng bố.

## Văn hoá

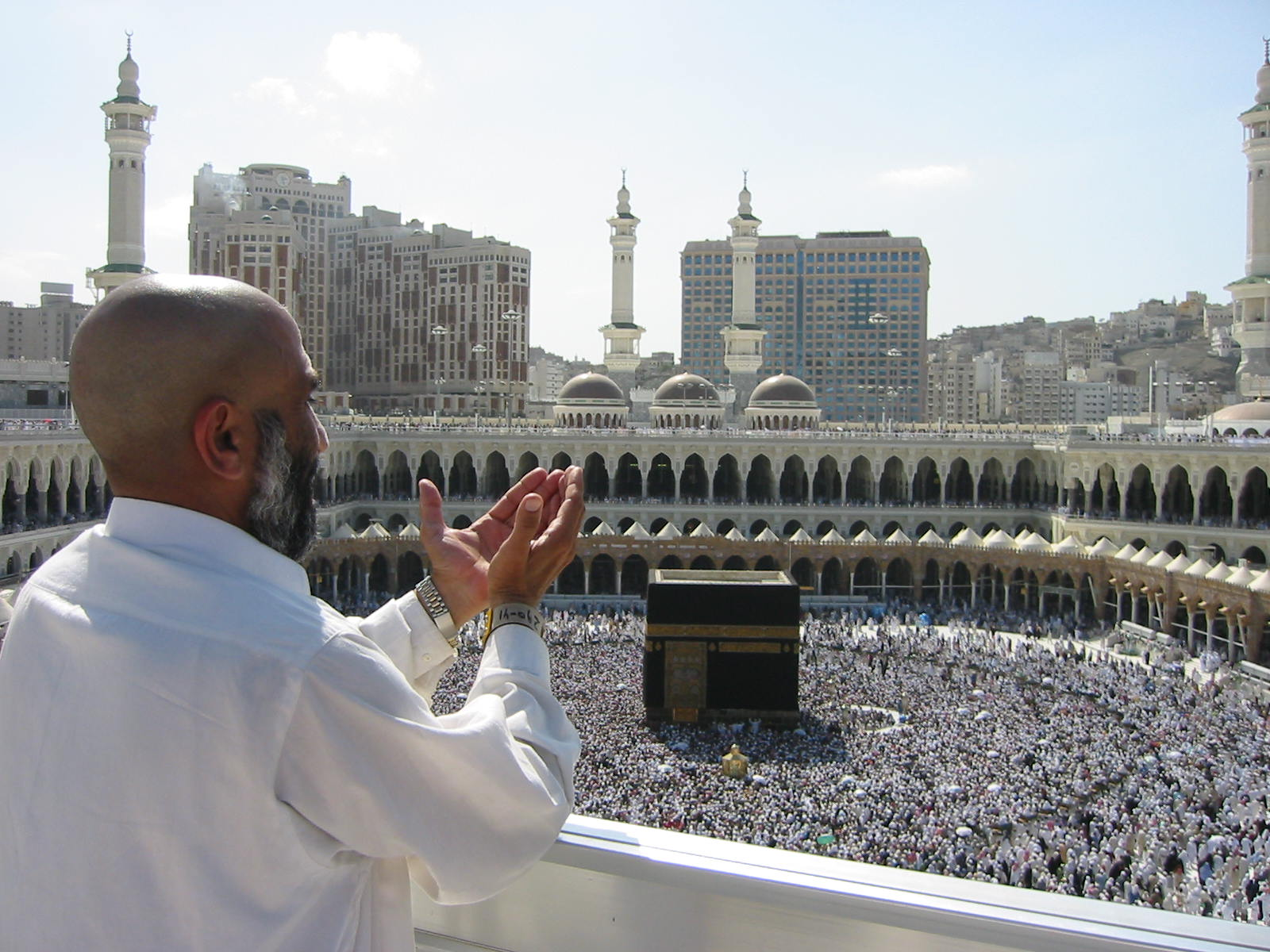
Hành hương tại Masjid Al Haram, Mecca

Ả Rập Xê Út có các quan điểm và truyền thống từ nhiều thế kỷ, thường bắt nguồn từ văn minh Ả Rập. Văn hoá này chịu ảnh hưởng mạnh từ phái Hồi giáo gia bảo Wahhabi có tính đạo đức khắc nghiệt. Hồi giáo Wahhabi được cho là "đặc điểm chi phối văn hoá Ả Rập Xê Út."

### Tôn giáo trong xã hội
Ả Rập Xê Út là một trong số rất ít quốc gia có cảnh sát tôn giáo (gọi là Haia hoặc Mutaween), họ tuần tra trên đường phố "chỉ thị điều thiện và trừng trị điều ác" bằng cách buộc tuân thủ luật về trang phục, phân tách nghiêm ngặt nam giới và nữ giới, tham dự cầu nguyện (salat) 5 lần mỗi ngày, và cấm chỉ đồ uống có cồn, và các khía cạnh khác của gia bảo
Trước năm 2016, Ả Rập Xê Út sử dụng lịch Hồi giáo theo chu kỳ Mặt Trăng, song vào năm 2016 vương quốc tuyên bố đổi sang lịch Gregorius quốc tế đối với các mục đích dân sự.
Sinh hoạt thường nhật bị chi phối bởi việc hành lễ Hồi giáo. Các cơ sở kinh doanh đóng cửa ba hoặc bốn lần mỗi ngày trong giờ làm việc để người lao động và khách hàng cầu nguyện. Cuối tuần là thứ 6 và thứ 7 do thứ 6 là ngày thánh của người Hồi giáo. Trong nhiều năm, chỉ hai ngày lễ tôn giáo được công nhận công khai là Eid al-Fitr và Eid al-Adha. (Eid al-Fitr là ngày lễ "lớn nhất", có thời hạn ba ngày với các bữa tiệc hay tặng quà.)
Tính đến  năm 2004 khoảng một nửa thời gian phát sóng của truyền hình nhà nước Ả Rập Xê Út dành cho các vấn đề tôn giáo. 90% số sách xuất bản tại vương quốc là về chủ đề tôn giáo, và hầu hết bằng tiến sĩ do các đại học trao là về nghiên cứu Hồi giáo. Trong hệ thống trường công, khoảng một nửa số tài liệu giảng dạy là về tôn giáo. Trong khi đó, phần dành cho lịch sử, văn học, và văn hoá của thế giới phi Hồi giáo trong 12 năm học có tổng cộng khoảng 40 trang.
Sự ủng hộ của quần chúng đối với cấu trúc chính trị/tôn giáo truyền thống mạnh tới mức một nhà nghiên cứu nhận thấy hầu như không có ủng hộ đối với các cải cách để thế tục hoá nhà nước.
Do các hạn chế tôn giáo, văn hoá Ả Rập Xê Út thiếu đa dạng về biểu lộ tôn giáo, các toà nhà, lễ hội và sự kiện công cộng thường niên. Việc kỷ niệm các ngày lễ Hồi giáo (phi-Wahhabi) như sinh nhật Muhammad và ngày Ashura, (một ngày lễ quan trọng đối với 10–25% dân số theo Hồi giáo Shia), chỉ được khoan dung khi có quy mô nhỏ tại địa phương. Tín đồ Shia cũng phải đối diện với kỳ thị có hệ thống trong công việc, giáo dục, tư pháp theo đánh giá của Tổ chức Theo dõi Nhân quyền. Các lễ hội phi Hồi giáo như Lễ Giáng Sinh và Lễ Phục Sinh hoàn toàn không được dung thứ. Không được phép lập các điểm thờ phụng phi Hồi giáo tại Ả Rập Xê Út. Trong các vụ kiện bồi thường pháp lý (Diyya) người phi Hồi giáo nhận được ít hơn người Hồi giáo.
Giáo phái Wahhabi chống đối bất kỳ sự sùng kính nào với các địa điểm lịch sử và tôn giáo quan trọng vì lo ngại có thể dẫn đến thần thánh hoá, và các di tích lịch sử Hồi giáo quan trọng nhất (tại Mecca và Medina) nằm tại khu vực Hejaz. Kết quả là, dưới quyền cai trị của gia tộc Saud, khoảng 95% toà nhà lịch sử của Mecca đã bị phá huỷ vì lý do tôn giáo dù hầu hết chúng có niên đại trên một nghìn năm. Các nhà chỉ trích cho rằng trong 50 năm, 300 di tích lịch sử có liên kết với Muhammad, gia đình và bằng hữu của ông đã biến mất, chỉ còn ít hơn 20 cấu trúc còn lại tại Mecca có niên đại từ thời kỳ Muhammad.

### Trang phục

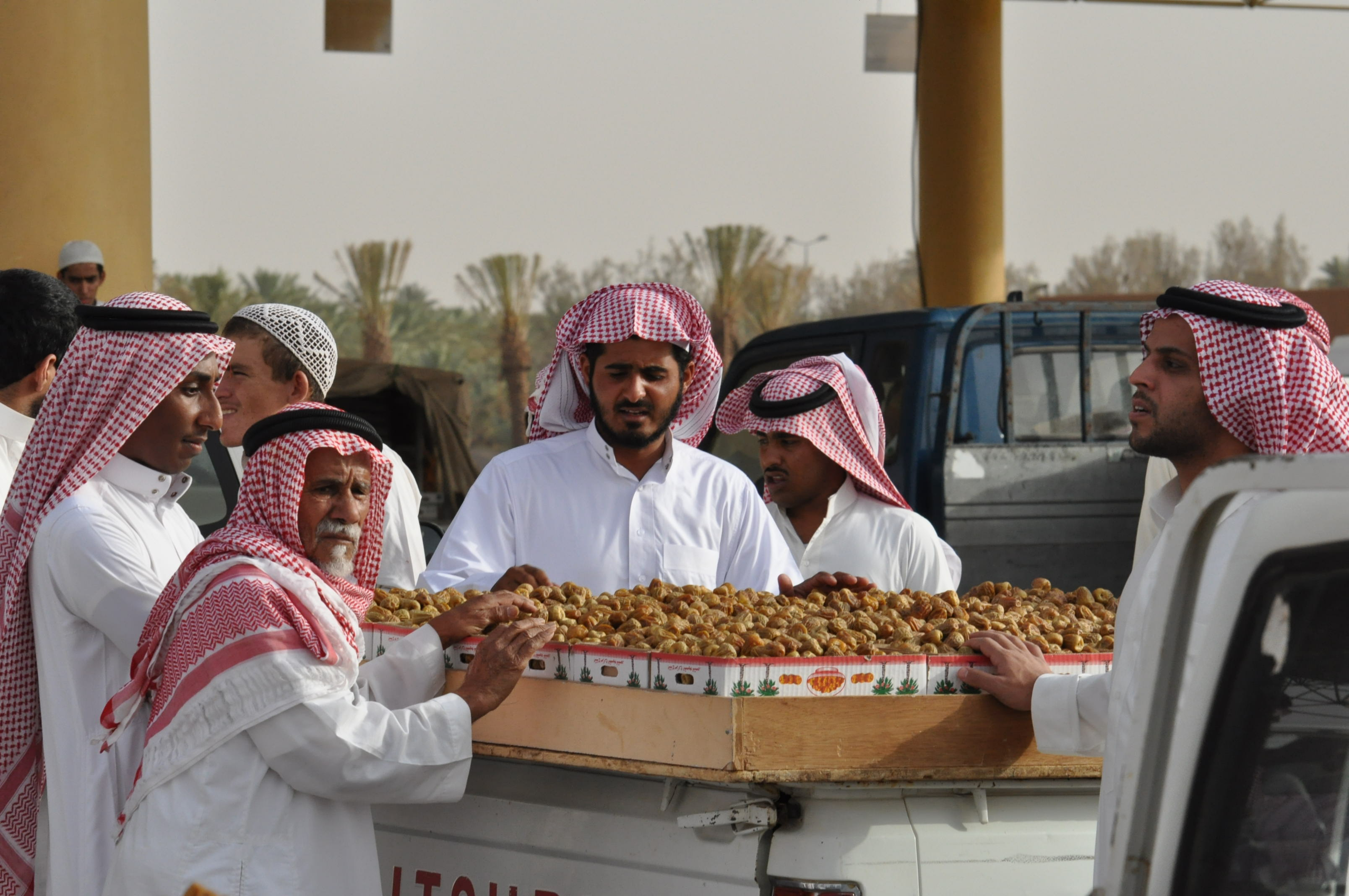
Người Ả Rập Xê Út mặc trang phục truyền thống

Trang phục của người Ả Rập Xê Út tuân thủ nghiêm ngặt các nguyên tắc hijab (nguyên tắc Hồi giáo về khiêm tốn, đặc biệt trong trang phục). Quần áo phần lớn rộng và rủ tự nhiên song che phủ toàn thân, phù hợp với khí hậu hoang mạc của Ả Rập Xê Út. Theo truyền thống, nam giới thường mặc một áo choàng dài đến mắt cá chân dệt từ vải len hoặc bông (gọi là thawb), cùng một keffiyeh (khăn kẻ ô vuông làm bằng bông được giữ bằng một đai agal) hoặc một ghutra (một khăn trắng tuyền bằng vải bông mịn, cũng giữ bằng một agal) trùm lên đầu. Trong những ngày lạnh giá hiếm thấy, nam giới Ả Rập Xê Út mặc một áo choàng bằng lông lạc đà (bisht). Tại nơi công cộng, nữ giới được yêu cầu mặc abaya màu đen hoặc trang phục màu đen khác bao phủ mọi phần trên cơ thể bên dưới cổ ngoại trừ bàn chân và bàn tay, song hầu hết nữ giới che đầu để thể hiện tôn kính tôn giáo của mình. Yêu cầu này cũng áp dụng cho nữ giới phi Hồi giáo, và nếu không tuân thủ có thể khiến cảnh sát hành động, đặc biệt là tại các khu vực bảo thủ hơn trong nước. Trang phục của nữ giới thường được trang trí với hoạ tiết bộ lạc, tiền xu, sequin, sợi kim loại và miếng đính. Một số nữ giới lựa chọn che mặt bằng niqāb còn một số thì không. Một số áo choàng abaya bao phủ cả phần đầu.

### Nghệ thuật và giải trí
Trong thập niên 1970, có nhiều rạp chiếu phim tại Ả Rập Xê Út mặc dù chúng được nhìn nhận là trái với quy tắc Wahhabi. Trong phong trào Phục hưng Hồi giáo vào thập niên 1980, và để phản ứng chính trị trước sự gia tăng của hoạt động chủ nghĩa Hồi giáo, chính phủ cho đóng cửa toàn bộ các rạp chiếu phim và nhà hát. Từ đầu những năm 1980, rạp chiếu phim bị cấm do các sức ép liên quan đến đạo Hồi. Năm 2017, Ả Rập Xê Út cho phép các rạp chiếu phim mở cửa trở lại. Những rạp chiếu phim thương mại đầu tiên theo kế hoạch khai trương vào tháng 3 năm 2018. Hai bộ phim đầu tiên được công chiếu là hai phim hoạt hình The Emoji Movie - Đội quân cảm xúc và Captain Underpants: The First Epic Movie - Siêu nhân quần chip. Dự kiến trong vòng 12 năm tới sẽ có khoảng 2.000 rạp chiếu phim hoạt động tại Ả Rập Xê Út. Đối với ngành công nghiệp điện ảnh, việc mở cửa lại rạp chiếu phim công cộng sau hơn 3 thập niên được kỳ vọng sẽ sự "cởi trói" cho hoạt động giải trí này.
Kể từ thế kỷ XVIII trở đi, trào lưu chính thống Wahhabi làm thoái chí các bước phát triển nghệ thuật nếu như chúng mâu thuẫn với giáo lý của giáo phái này. Ngoài ra, việc Hồi giáo Sunni cấm chỉ tạo ra tượng trưng cho người làm hạn chế nghệ thuật thị giác, vốn có xu hướng chịu chi phối bởi hình học, hoa văn, phác hoạ trừu tượng và thư pháp. Nhờ thu nhập từ dầu mỏ trong thế kỷ XX, đã xuất hiện các ảnh hưởng từ bên ngoài như phong cách nhà ở, nội thất và trang phục phương Tây. Âm nhạc và vũ đạo luôn là bộ phận của sinh hoạt xã hội Ả Rập Xê Út, âm nhạc truyền thống thường gắn với thơ và được hát tập thể. Các nhạc cụ gồm có rabābah (giống vĩ cầm 3 dây), các loại nhạc cụ gõ như ṭabl (trống) và ṭār (tambourine). Trong các vũ điệu địa phương, nổi tiếng nhất là điệu theo kiểu thượng võ ʿarḍah, gồm các hàng nam giới thường mang theo gươm hoặc súng, nhảy theo tiếng trống. Thơ Bedouin (người Ả Rập du cư), gọi là nabaṭī, vẫn rất phổ biến.
Kiểm duyệt làm hạn chế phát triển của văn học Ả Rập Xê Út, song một số tiểu thuyết gia và thi nhân Ả Rập Xê Út được hoan nghênh trong thế giới Ả Rập dù gây ra thái độ thù địch chính thức tại quê hương. Họ gồm có Ghazi Algosaibi, Abdelrahman Munif, Turki al-Hamad và Rajaa al-Sanea.

### Thể thao
Bóng đá là môn thể thao quốc gia tại Ả Rập Xê Út. Đội tuyển bóng đá Ả Rập Xê Út được xem là một trong những đội tuyển bóng đá thành công nhất châu Á với sáu lần lọt vào chung kết Cúp bóng đá châu Á, trong đó có ba lần vô địch. Ngoài ra đội cũng từng có năm lần tham dự World Cup với thành tích tốt nhất là lọt vào vòng 16 đội năm 1994.
Lặn biển, lướt ván buồm, thuyền buồm và bóng rổ cũng phổ biến, được cả nam giới và nữ giới chơi, và đội tuyển bóng rổ quốc gia Ả Rập Xê Út từng giành huy chương đồng tại giải vô địch châu Á năm 1999. Các môn thể thao truyền thống hơn như đua lạc đà trở nên phổ biến hơn trong thập niên 1970. Một sân vận động tại Riyadh tổ chức các cuộc đua lạc đà trong mùa đông. Giải đua lạc đà Quốc vương được tổ chức thường niên từ năm 1974, là một trong các cuộc thi quan trọng nhất và thu hút động vật và tay đua từ khắp khu vực. Việc đi săn bằng chim ưng cũng là một việc truyền thống và vẫn được thực hiện.

### Ẩm thực

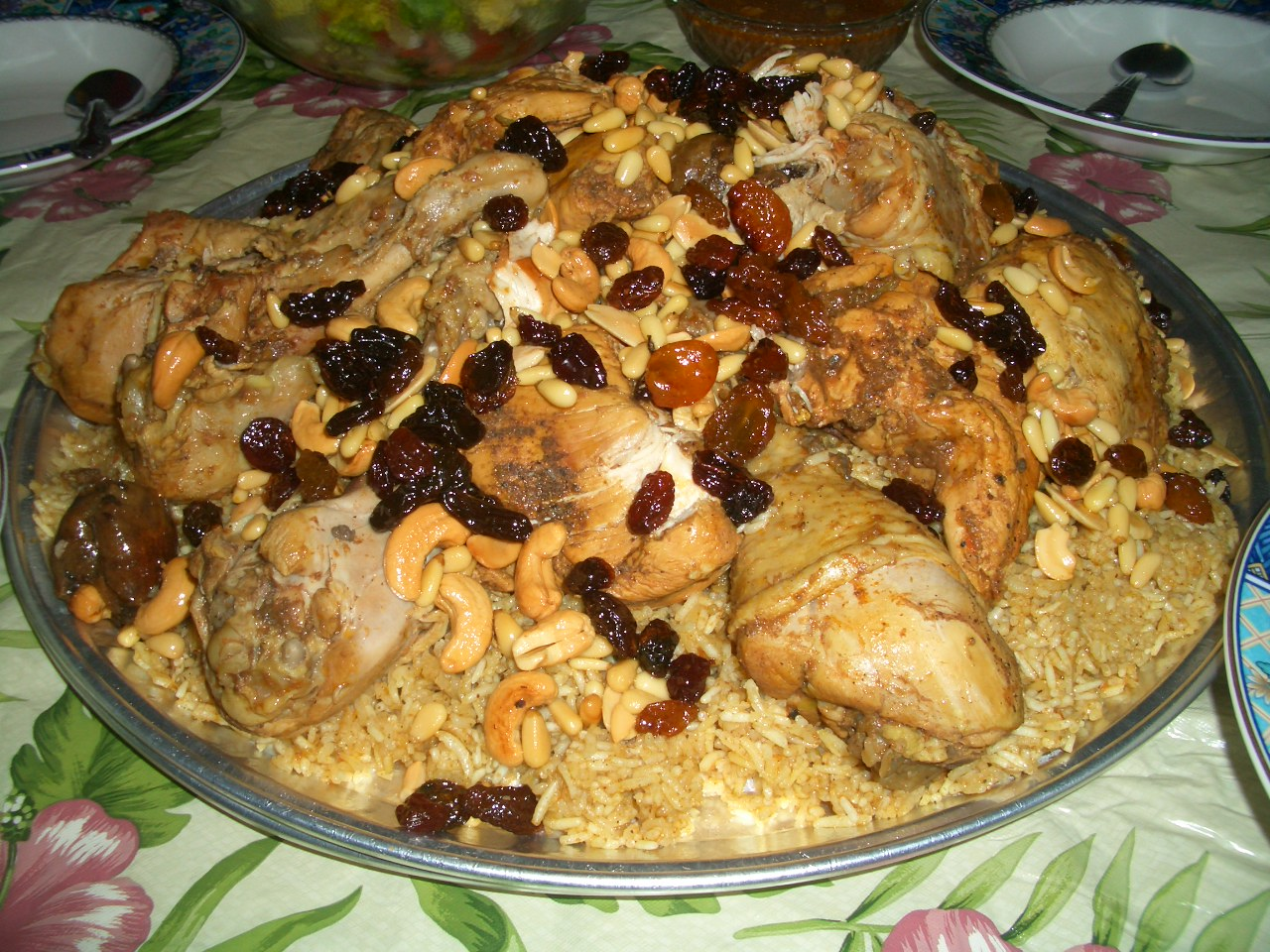
Món cơm trộn Kabsa có nguồn gốc từ Ả Rập Xê Út

Ẩm thực Ả Rập Xê Út tương tự như các quốc gia xung quanh trên bán đảo Ả Rập, và chịu ảnh hưởng từ đồ ăn Thổ Nhĩ Kỳ, Ấn Độ, Ba Tư và châu Phi. Luật chế độ ăn uống Hồi giáo được thi hành, theo đó thịt lợn là bất hợp pháp và các loại động vật khác phải được giết mổ phù hợp với halal. Một món ăn gồm thịt cừu non mang tên khūzī là món ăn dân tộc truyền thống. Các món Kebab được phổ biến, như shāwarmā (shawarma), một món thịt ướp nướng gồm thịt cừu hoặc thịt gà. Giống như tại các quốc gia khác trên bán đảo Ả Rập, một món cơm với cá hoặc tôm gọi là machbūs (kabsa) được phổ biến. Bánh mì dẹt, không men là thành phần chủ yếu của gần như mọi bữa ăn, giống như chà là và nước hoa quả. Cà phê theo phong cách Thổ Nhĩ Kỳ là loại đồ uống truyền thống.

### Các vấn đề xã hội
Mục tiêu của xã hội Ả Rập Xê Út là trở thành một quốc gia Hồi giáo sùng đạo, song cùng với các khó khăn kinh tế đã gây ra một số vấn đề và xung đột. Một cuộc khảo sát ý kiến độc lập hiếm có được công bố vào năm 2010 cho thấy rằng các quan tâm xã hội chủ yếu của người Ả Rập Xê Út là thất nghiệp (10% vào năm 2010), tham nhũng và chủ nghĩa cực đoan tôn giáo. Tội phạm không phải là một vấn đề đáng kể. Song mặt khác, trẻ vị thành niên phạm pháp dưới dạng đua xe bất hợp pháp, sử dụng ma tuý và sử dụng đồ uống có cồn quá mức đang gia tăng. Tỷ lệ thất nghiệp cao và một thế hệ nam thanh niên khinh thường hoàng tộc là một mối đe doạ đáng kể đối với ổn định xã hội. Một số người Ả Rập Xê Út cảm thấy họ có quyền có các công việc được trả lương tốt trong chính quyền, và việc chính phủ không làm thoả mãn được cảm tưởng này đã dẫn đến bất mãn đáng kể. Ước tính số người Ả Rập Xê Út sống dưới mức nghèo (theo chuẩn trong nước) là từ 12,7% (2013) đến 25% (2013).
Theo một nghiên cứu công bố năm 2010, một trong bốn trẻ em tại Ả Rập Xê Út bị lạm dụng. Hội Nhân quyền Quốc gia Ả Rập Xê Út báo cáo rằng gần 45% trẻ em trong nước đối diện với một số kiểu lạm dụng và bạo lực gia đình. Năm 2013, chính phủ thông qua một luật để hình sự hoá bạo lực gia đình chống lại trẻ em. Có ý kiến cho rằng buôn bán phụ nữ là một vấn đề đặc biệt tại Ả Rập Xê Út do nước này có lượng lớn nữ giúp việc gia đình người nước ngoài, và các lỗ hổng trong hệ thống khiến nhiều người trở thành nạn nhân bị lạm dụng và tra tấn.
Giống như nhiều quốc gia Hồi giáo tại Trung Đông, Ả Rập Xê Út có tăng trưởng dân số và tỷ lệ dân số dưới 30 tuổi ở mức cao, và nhìn thấy trước thay đổi đáng kể trong văn hoá Ả Rập Xê Út khi thế hệ này lớn hơn. Một số yếu tố cho thấy rằng sinh hoạt và mức độ thoả mãn của thanh niên sẽ khác biệt với thế hệ trước họ: 
- Trong khi vài thập niên qua người Ả Rập Xê Út có thể được cho là dễ thoả mãn, song số lượng các công việc chính phủ được trả lương tốt và[294] thu nhập từ dầu mỏ không đi cùng với tăng trưởng dân số làm tăng thất nghiệp, và nền giáo dục kém làm hạn chế cơ hội việc làm trong khu vực tư nhân. Thanh niên không hiểu rõ tiêu chuẩn sinh hoạt đã được cải thiện ra sao kể từ giữa thế kỷ XX.[304][305] Tuổi của quốc vương và thái tử ở mức cao, khiến họ lớn tuổi hơn nửa thế kỷ so với hầu hết dân chúng.[306][307][308]
- Tiếp xúc với phong cách sinh hoạt của thanh niên thế giới bên ngoài gây xung đột với văn hoá bản địa có tính phục tùng và tuân thủ tôn giáo nghiêm ngặt.[309]
- Xu hướng cha mẹ để con cho người giúp việc nước ngoài nuôi dạy[310] họ không thể truyền lại các giá trị và truyền thống Hồi giáo cốt lõi tạo nên nền tảng xã hội Ả Rập Xê Út.[311]

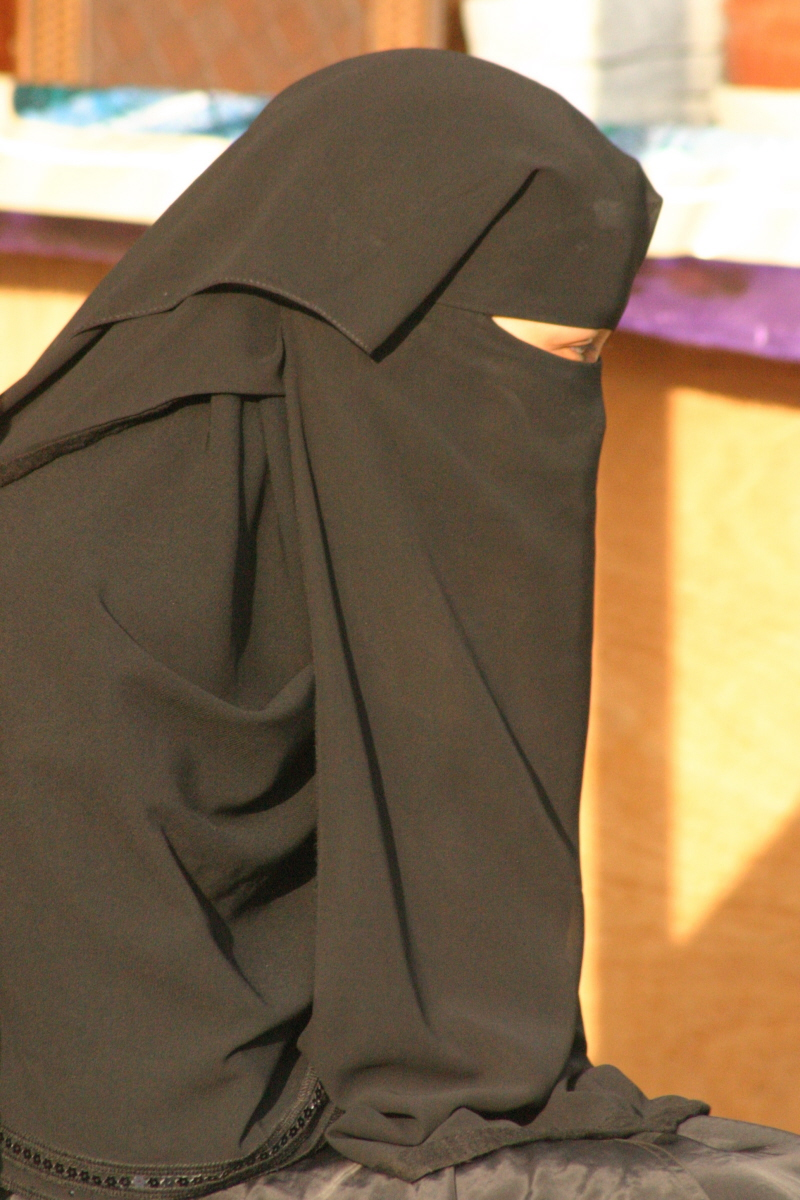
Một phụ nữ Ả Rập Xê Út mặc niqāb. Theo pháp luật, nữ giới được yêu cầu mặc hijab, còn niqāb không bị bắt buộc.

Theo một khảo sát vào năm 2011, 31% thanh niên Ả Rập Xê Út đồng ý với phát biểu `các giá trị truyền thống đã lỗi thời và... Tôi quan tâm nắm bắt các giá trị và đức tin hiện đại`—là tỷ lệ cao nhất trong mười quốc gia Ả Rập được khảo sát.
Kết hôn giữa anh em họ chung ông bà hoặc chung cụ tại Ả Rập Xê Út ở mức cao hàng đầu thế giới. Xã hội theo truyền thống nhìn nhận đây là một cách thức "đảm bảo quan hệ giữa các bộ lạc và bảo tồn tài sản gia đình". Thực tế này được cho là một yếu tố dẫn đến tỷ lệ cao mắc các bệnh di truyền nghiêm trọng như xơ nang, hay tan máu bẩm sinh, tiểu đường, tăng huyết áp, hồng cầu hình liềm, teo cơ tuỷ, câm điếc.
Tại Ả Rập Xê Út, nữ giới không có quyền lợi bình đẳng với nam giới. Bộ Ngoại giao Hoa Kỳ nhận định kỳ thị của chính phủ Ả Rập Xê Út với nữ giới là một "vấn đề nghiêm trọng" tại nước này và lưu ý rằng nữ giới có ít quyền lợi chính trị do chính sách kỳ thị của chính phủ. Theo pháp luật, mọi nữ giới thành niên cần phải có một nam giới thân thuộc làm "người giám hộ", cần phải được người này cho phép thì nữ giới mới được ra ngoài, học tập hay làm việc. Nữ giới phải đối diện với kỳ thị trong tòa án, tại đó lời làm chứng của một nam giới bằng lời làm chứng của hai nữ giới trong các vụ án về gia đình và thừa kế. Nam giới Ả Rập Xê Út được phép có đa thê, và nam giới có quyền đơn phương ly hôn vợ mà không cần bất kỳ biện minh pháp lý nào. Nữ giới chỉ có thể được ly hôn nếu chồng chấp thuận hoặc về phương diện pháp luật nếu bị chồng làm hại. Trong thực tế, nữ giới Ả Rập Xê Út rất khó được ly hôn theo pháp lý.
Ngày 25 tháng 9 năm 2011, Quốc vương Abdulla tuyên bố rằng nữ giới sẽ có quyền ứng cử và bỏ phiếu trong các cuộc bầu cử cấp đô thị kỳ sau và tham gia hội đồng Shura với vị thế thành viên đầy đủ. Tháng 9 năm 2017, Quốc vương Salman ký một sắc lệnh cho phép nữ giới Ả Rập Xê Út lái xe ô tô, được thực hiện từ tháng 6 năm 2018, sẽ kết thúc tình trạng là quốc gia duy nhất không cho nữ giới lái xe.

## Giáo dục

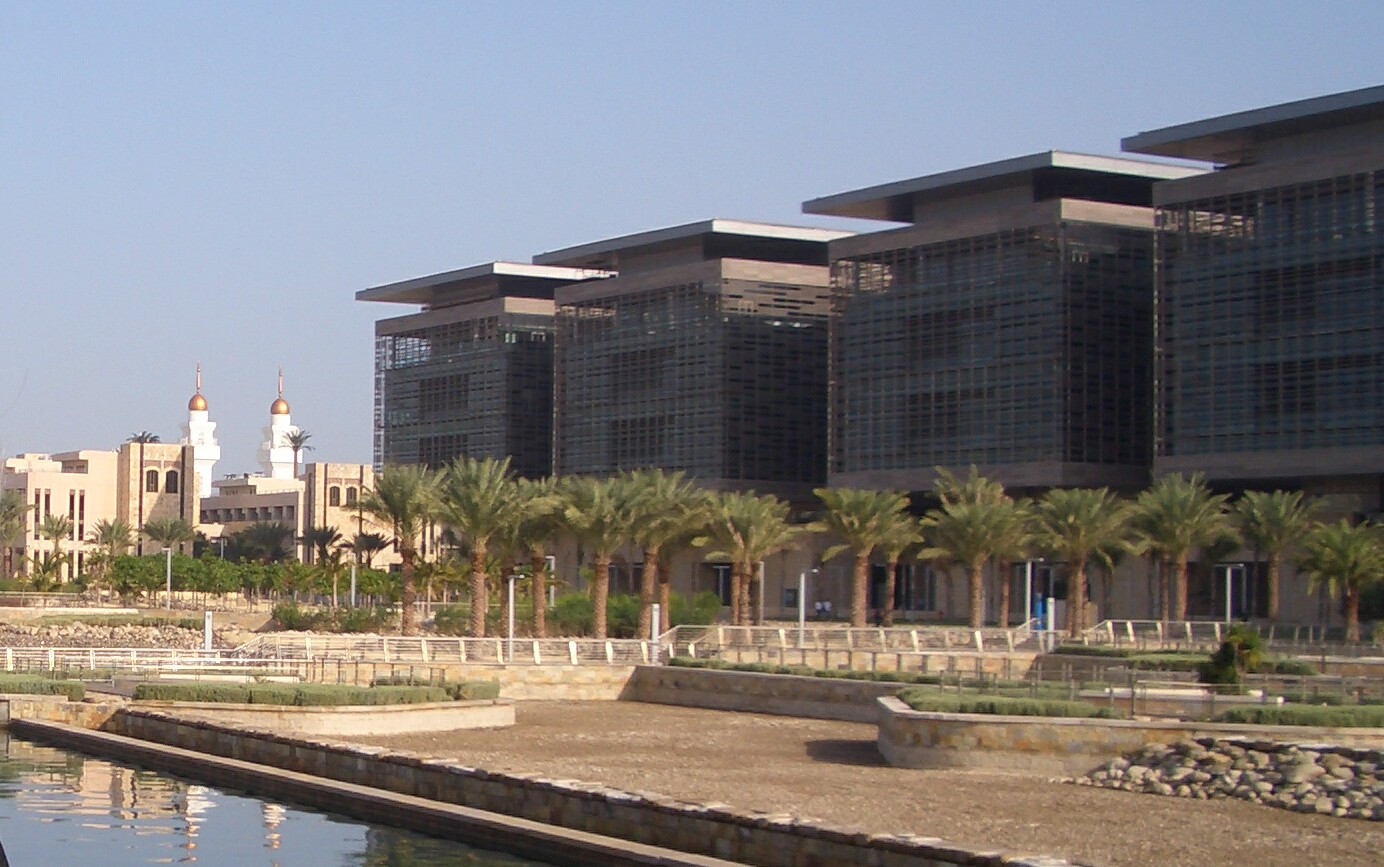
Công trình nhà thí nghiệm tại Đại học Khoa học và Kỹ thuật Quốc vương Abdullah

Giáo dục tại Ả Rập Xê Út được miễn phí trong mọi cấp học. Hệ thống trường học bao gồm tiểu học, trung học cơ sở và trung học phổ thông. Một phần lớn chương trình giảng dạy trong mọi cấp học được dành cho Hồi giáo, và tại cấp trung học cơ sở học sinh có thể theo hướng tôn giáo hoặc kỹ thuật. Tỷ lệ biết chữ đạt 97% đối với nam giới và khoảng 91,1% đối với nữ giới (2015). Các lớp học được phân theo giới tính. Giáo dục bậc đại học được mở rộng nhanh chóng, có nhiều đại học và cao đẳng được thành lập đặc biệt là từ năm 2000. Các thể chế giáo dục bậc đại học bao gồm Đại học Quốc vương Saud được thành lập vào năm 1957, Đại học Hồi giáo tại Medina được thành lập vào năm 1961, và Đại học Quốc vương Abdulaziz tại Jeddah được thành lập vào năm 1967. Đại học Khoa học và Kỹ thuật Quốc vương Abdullah, viết tắt là KAUST, được thành lập vào năm 2009. Các đại học và cao đẳng khác nhấn mạnh chương trình vào khoa học và kỹ thuật, nghiên cứu quân sự, tôn giáo và y tế. Các thể chế dành cho nghiên cứu Hồi giáo có số lượng đặc biệt đông đảo. Nữ giới thường tiếp nhận giáo dục tại các thể chế riêng. Bảng xếp hạng chất lượng đại học thế giới xếp hạng 4 thể chế của Ả Rập Xê Út vào danh sách 980 đại học hàng đầu thế giới năm 2016-2017. Còn Bảng xếp hạng đại học thế giới Quacquarelli Symonds xếp hạng 19 đại học của Ả Rập Xê Út trong 100 thể chế đại học hàng đầu thế giới Ả Rập năm 2016.
Học thuộc lòng phần lớn kinh Qur'an, giải thích và am hiểu cũng như áp dụng truyền thống Hồi giáo trong sinh hoạt hàng ngày là cốt lõi của chương trình giảng dạy. Giảng dạy tôn giáo theo cách này cũng là một môn bắt buộc đối với toàn bộ sinh viên đại học. Do đó, thanh niên Ả Rập Xê Út "thường thiếu các kỹ năng giáo dục và kỹ thuật mà khu vực tư nhân cần đến" theo đánh giá của CIA. Theo một báo cáo của Freedom House năm 2006, chương trình giảng dạy tôn giáo quốc gia của Ả Rập Xê Út truyền bá tư tưởng thù hận nhằm vào "những người không tin theo", bao gồm tín đồ Cơ Đốc giáo, Do Thái giáo, Ấn Độ giáo, cũng như tín đồ Hồi giáo không theo thuyết Wahhabi, và các tín ngưỡng khác. Chương trình giảng dạy nghiên cứu tôn giáo của Ả Rập Xê Út được dạy bên ngoài vương quốc thông qua madrasah, trường học và câu lạc bộ có liên hệ với chính phủ nước này trên toàn cầu.
Các tiếp cận trong hệ thống giáo dục Ả Rập Xê Út bị cáo buộc là khuyến khích chủ nghĩa khủng bố Hồi giáo, dẫn đến các nỗ lực cải cách. Sau các vụ tấn công ngày 11 tháng 9 năm 2001, chính phủ đặt mục tiêu giải quyết hai vấn đề là khuyến khích chủ nghĩa cực đoan và giáo dục đại học không tương thích với kinh tế hiện đại, bằng cách hiện đại hoá với tốc độ châm hệ thống giáo dục thông qua chương trình cải cách "Tatweer". Chương trình Tatweer được tường thuật là có ngân sách khoảng 2 tỷ USD và tập trung vào việc chuyển đổi việc giảng dạy ra khỏi phương thức truyền thống là học thuộc lòng và học vẹt để hướng đến khuyến khích sinh viên phân tích và giải quyết vấn đề. Nó cũng đặt mục tiêu lập ra một hệ thống giáo dục cung cấp đào tạo có nền tảng thế tục và nghề nghiệp hơn.